# Géographie de la Suisse
Vous lisez un « article de qualité » labellisé en 2009.

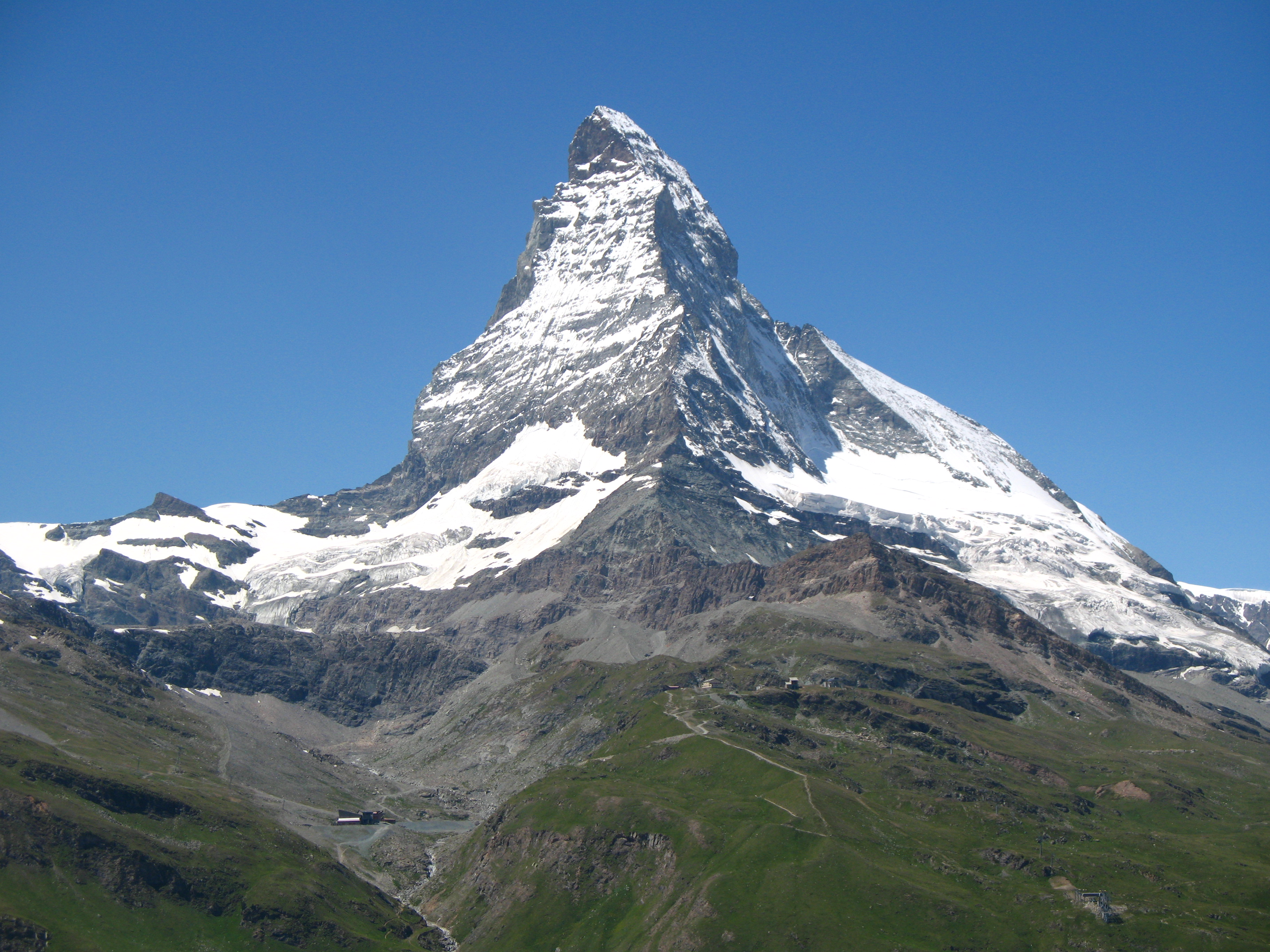
Le Cervin dans les Alpes valaisannes, un des symboles du pays.

La Suisse est un pays d'Europe occidentale composé de 26 cantons souverains ayant pour capitale fédérale la ville de Berne. Elle est entourée de cinq pays : l'Autriche et le Liechtenstein à l'est, l'Allemagne au nord, la France à l'ouest et l'Italie au sud, et ne dispose pas d'accès à la mer.
Les points extrêmes du pays se situent au nord à Oberbargen (canton de Schaffhouse), au sud à Chiasso (canton du Tessin), à l'ouest à Chancy (canton de Genève) et à l'est au Piz Chavalatsch (canton des Grisons). Le pays fait 350 km dans sa plus grande longueur et 220 km dans sa plus grande largeur.
Le relief de la Suisse, très hétérogène, est né de la collision des plaques tectoniques eurasienne et africaine. Cette collision, ou orogenèse, a abouti à la formation des trois grandes structures géographiques du pays : les Alpes, le Plateau et le Jura. Le point culminant du pays est la pointe Dufour avec ses 4 634 m d’altitude. La topographie des Alpes et les conditions climatiques y régnant, diverses influences atlantique, continentale ou méditerranéenne, font de la Suisse le « château d'eau de l'Europe ». Le Rhin, le Rhône et des affluents du Danube et du Pô prennent leur source dans le massif du Saint-Gothard, massif des Alpes qui compte de nombreux glaciers, notamment le glacier d'Aletsch, plus grand glacier d'Europe.
En juin 2024, la Suisse compte 9 002 763 habitants répartis de façon non-homogène sur son territoire. En effet, le relief du pays, avec la présence des Alpes et du Jura, a concentré l'essentiel de la population du pays sur le plateau situé entre ces deux massifs et la plupart des grandes villes, comme Zurich, Genève, Bâle, Lausanne, Berne et Winterthour s'y sont développées. La population parle quatre langues nationales (l'allemand, le français, l'italien et le romanche) réparties dans des aires géographiques assez bien délimitées.

## Géographie physique

### Géologie
Différents phénomènes géologiques ont formé l'actuel paysage de la Suisse et la nature de ses sols. La géologie de la Suisse est très marquée par la formation des Alpes. Ce massif montagneux a été engendré par l'orogenèse alpine, ce terme désignant l'ensemble des mouvements géologiques ayant conduit à la formation des Alpes.
Un socle cristallin s'est formé au début du Paléozoïque, il y a 540 à 360 millions d'années. Plus tard, il y a 205 à 96 millions d'années, l'océan alpin (ou Téthys alpine) se forme entre l'Eurasie et l'Afrique, puis atteint sa taille maximale à la fin du Jurassique, il y a 135 millions d'années. La collision des plaques eurasienne et africaine le font ensuite rétrécir. Cette collision de plaques, toujours en progression, s'étend sur environ 100 millions d'années. La chaîne des Alpes en est le fruit, les deux plaques formant des zones de plissement. Le Plateau suisse est essentiellement constitué de molasse, une roche sédimentaire formée dans le fond de cet ancien océan.
La Suisse est située sur une zone tectonique relativement calme, même si la ville de Bâle a été détruite le 18 octobre 1356 par un séisme, le plus important événement sismologique historique de l'Europe centrale. Les régions les plus actives sont justement le fossé rhénan (région baloise) et le Valais.

### Trois grandes régions

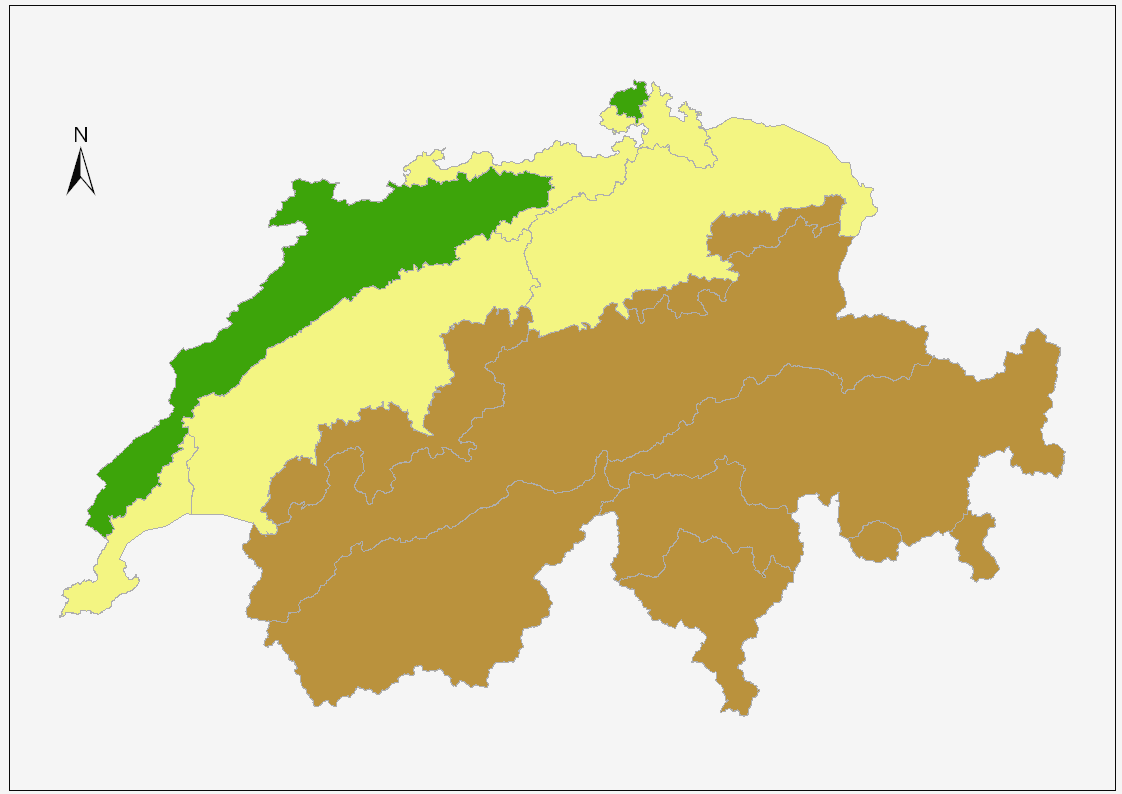
Les trois grandes régions suisses :
Jura
Plateau suisse
Alpes

La Suisse comprend trois grandes régions géologiques : les Alpes, le Jura et le Plateau, qui correspondent chacune à des réalités géologiques clairement identifiées. Deux petites régions du territoire suisse n'entrent cependant dans aucune de ces trois régions. La première, au nord, la région de Bâle située sur la faille tectonique du fossé rhénan au-delà du massif du Jura. La seconde, au sud, le Mendrisiotto situé dans la plaine du Pô, au-delà du versant méridional des Alpes. Ces deux territoires sont toutefois très peu étendus comparés à la superficie du pays.
Les Alpes suisses, dans la partie méridionale du pays, occupent la plus grande partie de la Suisse. Elles ont été formées par la poussée de la plaque africaine, qui a aussi engendré la formation du Jura, dans le nord-est et du Plateau entre les deux massifs. Par rapport à la superficie totale, les Alpes représentent environ 60 % du pays, le Plateau 30 % et le Jura 10 %.
Le relief accidenté des massifs du Jura et des Alpes fait qu'ils sont très peu peuplés et que population se concentre essentiellement dans les fonds de vallées, à l'exception de certaines vallées comme le Valais. L'essentiel de la population vit sur le Plateau où l'on retrouve les principales villes du pays comme Genève, Zurich ou Berne. Deux cantons voient leur territoire englober une partie de chacune de ces trois grandes régions : le canton de Berne, du Jura bernois jusqu'au col du Grimsel, et le canton de Vaud, de la vallée de Joux jusqu'au sommet des Diablerets.

#### Les Alpes

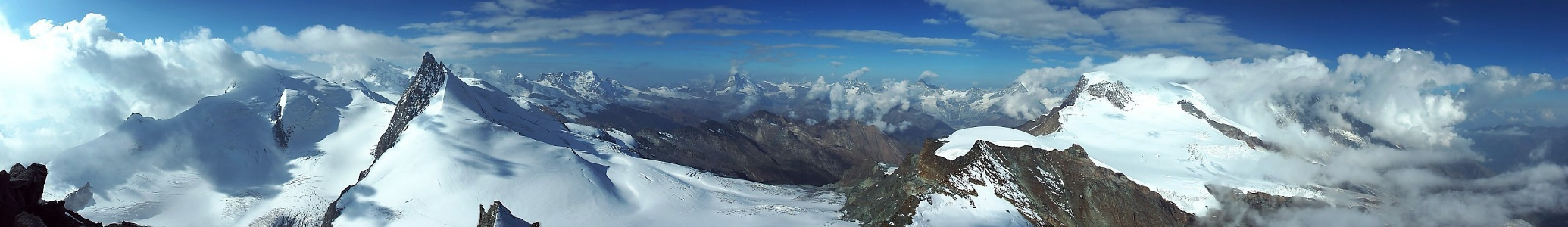
Paysage des Alpes en Valais, vu depuis le sommet de l'Allalinhorn.

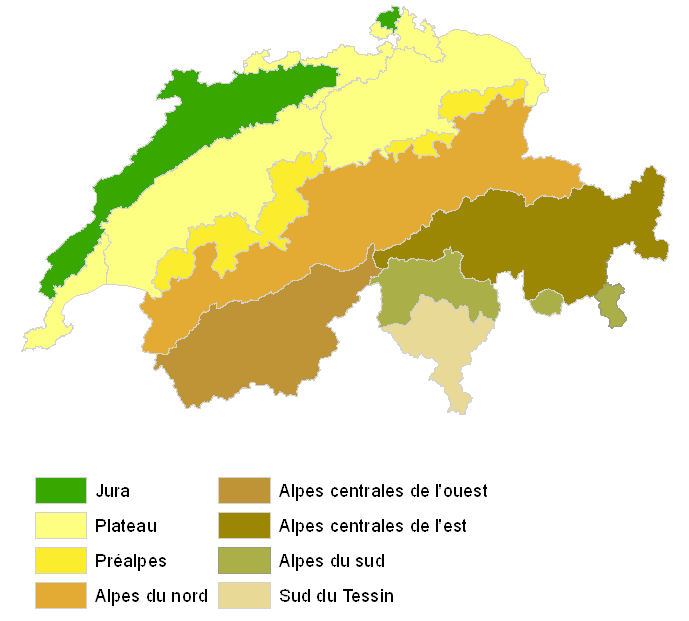
Les régions naturelles suisses

Les Alpes sont une vaste chaîne de montagnes de près de 1 000 kilomètres de long s'étendant en forme de croissant entre Nice, en France, et Vienne, en Autriche. La partie suisse des Alpes est située dans le sud du pays. Les Alpes suisses couvrent 13,2 % de la grande chaîne des Alpes mais la majorité des sommets de plus de 4 000 mètres d'altitude, environ une cinquantaine, y sont situés, tels la pointe Dufour (point culminant du pays avec 4 634 mètres), la Jungfrau, le Weisshorn ou le Cervin (connu pour sa forme pyramidale). Les Alpes couvrent environ 60 % du territoire national.
Sur le Plateau, le relief s'élève lentement depuis les Préalpes d'origine calcaire ; a contrario le versant méridional descend abruptement vers la plaine du Pô. Entre ces deux versants, les vallées du Rhin et du Rhône séparent deux chaînes principales : les Alpes du Nord et les Alpes du Sud. Les lignes de crêtes de ces chaînes se rejoignent dans la région du Saint-Gothard ; de plus, la vallée de la Reuss découpe de façon transversale les Alpes du Nord. Cette situation permet de franchir les Alpes d'est en ouest ou du nord au sud, en n'empruntant qu'un seul col. Le massif du Saint-Gothard tient son importance stratégique de cette situation géographique particulière, le contrôle du col du Saint-Gothard et de la route y menant étant même à l'origine du regroupement au cours du XIIIe siècle des trois vallées au nord du massif qui fonderont, quelques années plus tard, la Confédération suisse. Cette région du Saint-Gothard est le lieu de naissance de nombreux cours d'eau, tels le Rhin, le Rhône, l'Aar, la Reuss et le Tessin. Elle sépare aussi les Alpes suisses en quatre grands ensembles : les Alpes valaisannes, les Alpes bernoises, les Alpes glaronaises et les Alpes rhétiques.
L'altitude moyenne est de 1 700 mètres. Trois massifs faisant partie des Alpes suisses se dégagent :
- le massif de la Bernina, le plus oriental (point culminant : Piz Bernina) ;
- les Alpes de l'Oberland bernois (point culminant : Finsteraarhorn, lieux célèbres : l'Eiger, le Jungfraujoch) ;
- les Alpes pennines (point culminant : pointe Dufour, sommet célèbre : le Cervin) ;

Ces deux derniers ensembles délimitent le Valais au centre, occupé par la vallée du Rhône.
Le massif du Saint-Gothard marque ce que l'on peut considérer comme le centre des Alpes, séparant les Alpes occidentales (cantons du Valais, de Vaud et de Berne) et les Alpes orientales qui commencent dans les Grisons. Avec le canton germanophone d'Uri au nord et le canton italophone du Tessin au sud, c'est un point de passage important et historique entre l'Allemagne et l'Italie.
Le Tessin, la région du Simplon en Valais et quelques vallées des Grisons, sont les seules régions du pays ouvertes sur le sud des Alpes et la plaine du Pô en Italie. La principale ville est Lugano.
| Localisation                 | Surface / total de la Suisse (somme = 62,5 %) | Désignation du massif                                                          |
| ---------------------------- | --------------------------------------------- | ------------------------------------------------------------------------------ |
| Alpes septentrionales        | 27,8 %                                        | Alpes bernoises, Alpes uranaises, Alpes glaronaises et Préalpes appenzelloises |
| Alpes centrales occidentales | 11,7 %                                        | Alpes valaisannes                                                              |
| Alpes centrales orientales   | 14,1 %                                        | Alpes rhétiques                                                                |
| Alpes méridionales           | 8,9 %                                         | Alpes lépontines                                                               |

Désignation et répartition des massifs alpins en Suisse

#### Le Jura

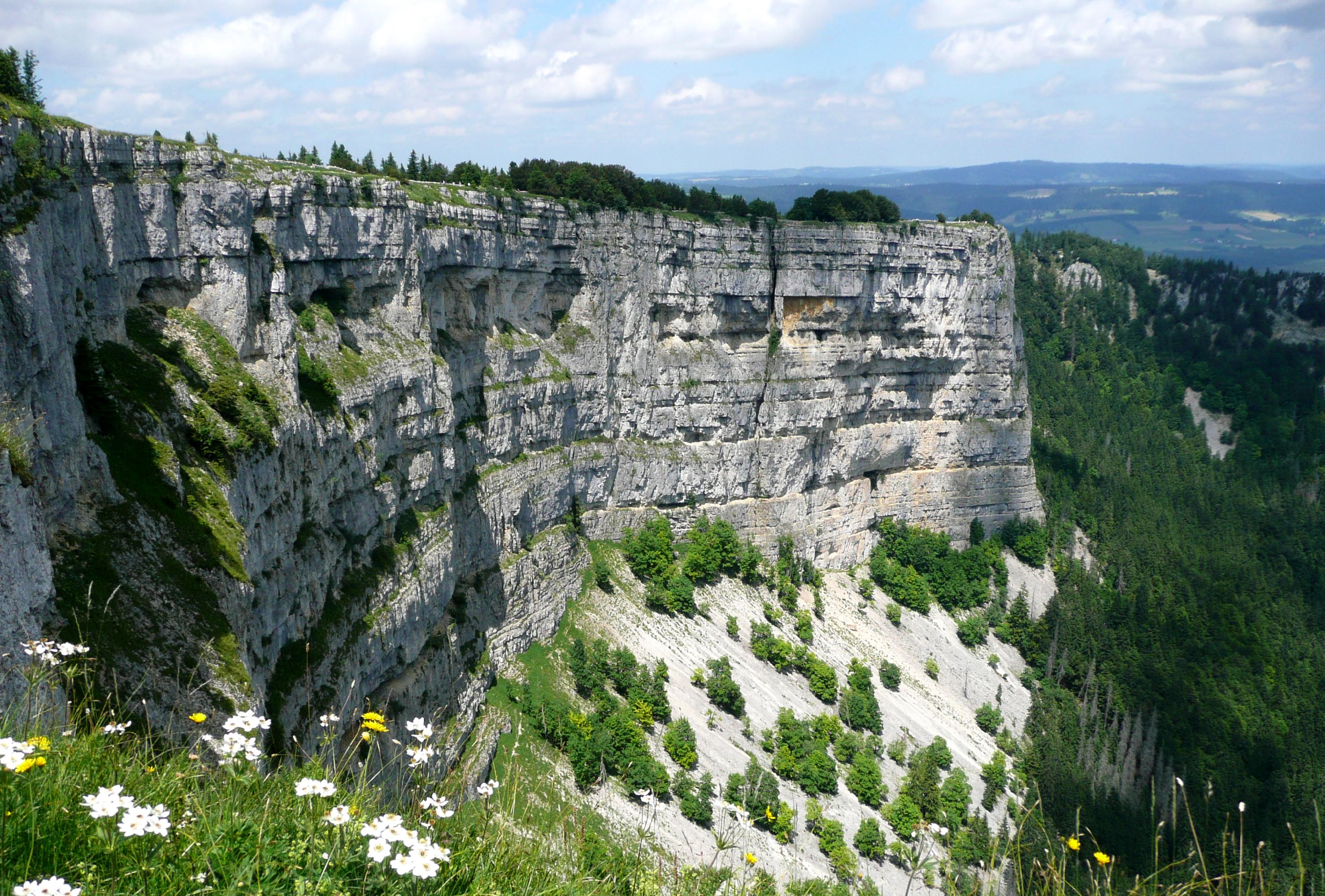
Le Creux-du-Van, paysage emblématique du Jura.

Le massif du Jura est situé sur trois pays, l'Allemagne, la France et la Suisse. Il forme un arc de cercle incurvé vers l'intérieur du pays depuis le canton de Genève au sud-ouest jusqu'au canton de Schaffhouse au nord-est. Cette chaîne longue de 300 kilomètres délimite en partie la frontière entre la France et la Suisse. Au plus large, entre Besançon et Neuchâtel elle mesure moins de 70 kilomètres. Dans sa partie suisse, le massif du Jura couvre environ 10 % du territoire national. Le point culminant du massif, le crêt de la Neige (1 720 m), est situé en France à proximité de Genève, le mont Tendre (1 679 m) étant le plus haut sommet sur le territoire suisse. L'altitude moyenne du massif décroît depuis le sud-ouest vers le nord-est.
Le Jura s'est formé par une poussée des Alpes depuis le sud-est vers le nord-ouest, cette poussée ayant été freinée à divers endroits par d'autres massifs préexistants : le Massif central et les Vosges en France, la Forêt-Noire en Allemagne. Cette poussée des Alpes sur le Jura et celle du Jura sur ces trois massifs ont créé des fossés d'effondrements : bassin Rhône-Saône entre Massif central et Vosges, et le Haut-Rhin entre Vosges et Forêt-Noire. La poussée des Alpes n'a toutefois pas affecté toutes les régions de la même façon ni en même temps. Ainsi, trois types de paysages différents sont présents dans le Jura : le Jura des chaînes ou Jura plissé, le Jura des plateaux ou des rides et le Jura tabulaire ou des failles.
Le type plissé est le paysage du Jura le plus fréquent en Suisse. Ces paysages se caractérisent par des chaînes importantes, parallèles, séparées les unes des autres par des vallées longitudinales appelées vaux, tel que la vallée de Joux, dans le Jura vaudois. Il existe aussi de petites vallées transversales reliant deux vaux à travers une chaîne ; on parle dans ce cas de cluse, comme avec la cluse de Moutier au nord-est de la ville du même nom. L'origine de ces cluses est antérieure au plissement du Jura : il s'agit du cours des rivières présentes avant la formation du massif. Le Jura s'étant élevé lentement, ces rivières ont pu par érosion conserver leurs cours.
Le Jura des plateaux est peu présent en Suisse, on le retrouve dans la région des Franches-Montagnes dans le canton du Jura. Il s'agit de paysages de plateaux généralement peu ondulés.
Le Jura tabulaire commence à l'extrême nord du canton du Jura, en Ajoie, et constitue la partie nord-est de la chaîne se développant sur les cantons de Soleure et de Bâle-Campagne, le nord de l'Argovie jusqu'à Schaffhouse et les régions limitrophes allemandes. Contrairement aux deux autres paysages jurassiens, il ne s'est pas plissé, mais de nombreuses failles ont créé de hauts plateaux en forme de tables avec des versants aux pentes raides qui descendent dans des vallées encaissées. Les régions de l'Ajoie et du Jura bâlois en sont les plus représentatives.
De par la nature karstique du sol et le fait que l'érosion soit principalement d'origine chimique, l'écoulement de l'eau s'opère principalement de façon souterraine. Ainsi, les paysages jurassiens sont globalement moins marqués par les effets de l'érosion que peuvent l'être ceux des Alpes.

#### Le Plateau

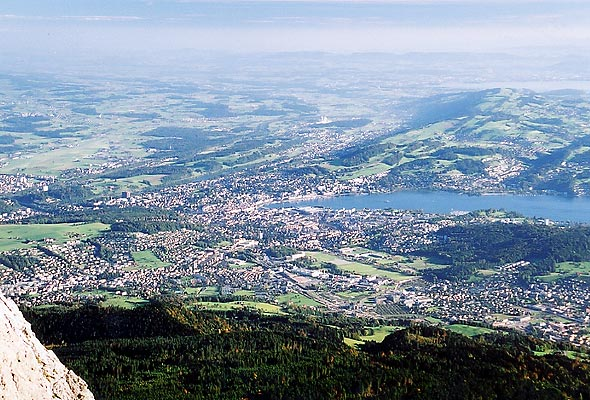
Le Plateau suisse vu depuis le Pilatus

Le Plateau (en allemand Mittelland, en italien Altopiano), parfois « Moyen Pays » ou « Mittelland » est la région située entre les deux chaînes de montagnes que sont les Alpes et le Jura,. Il occupe environ 30 % de la surface du pays, et s'étend sur 300 km entre le Léman et le lac de Constance. Le relief du Plateau, qui n'est pas à proprement parler un plateau au sens géographique du terme, est légèrement accidenté et marqué par la présence de nombreuses collines, son altitude est comprise entre 350 mètres et 600 mètres. La région la plus élevée du Plateau se situe dans le sud du canton de Fribourg au pied des Préalpes fribourgeoises sur la ligne de partage des eaux entre Rhin et Rhône. L'altitude la plus basse se situe à Brugg au niveau de la confluence de l'Aar avec le Rhin. En son milieu, le Plateau est coupé par un massif élevé, le Napf, très marqué par l'érosion torrentielle.
Le Plateau est principalement formé de molasse, une roche sédimentaire formée pendant près de 30 millions d'années par l'érosion des Alpes naissantes. Les dépôts alluvionnaires se sont déposés petit à petit sur cette surface partiellement plate jusqu'à former une roche sédimentaire. Le matériel alluvionnaire le plus grossier resta au pied des Alpes, les dépôts les plus fins étant transportés au loin. La molasse n'est donc pas de même consistance ni de même épaisseur sur l'ensemble du Plateau. Au sud-ouest, Le Plateau se poursuit un peu au sud de Genève pour rétrécir et disparaître dans la région de Chambéry, où les Alpes et le Jura convergent. À l'est, le Plateau se poursuit au-delà du lac de Constance en Allemagne et en Autriche.
L'hydrologie a joué un grand rôle dans la formation des différents paysages du Plateau. L'érosion provoquée par les cours d'eau, mais aussi les glaciers, a façonné les paysages très divers du Plateau. Les glaciers ont eu une importance prépondérante notamment à la suite des différentes glaciations qui se sont succédé depuis un million d'années.
L'érosion des glaciers a créé des vallées dites en auge, larges, encaissées et excavées telles les vallées de la Reuss, la Limmat, la Glatt ou l'Aar en amont de Berne. Les moraines des glaciers ont aussi modelé des éléments de paysages, telles que des digues retenant les lacs à Zurich, Pfäffikon ou Rapperswil.
Le sous-sol molassique du Plateau constitue aussi de grands réservoirs pour les nappes phréatiques.
Au cours de la dernière glaciation, celle de Würm, une grande partie du Plateau était recouverte par les glaciers. Le glacier du Rhône descendant le long de sa vallée butait sur le massif du Jura et se séparait en deux, une partie partait vers l'est et confluait avec le glacier de l'Aar. L'avancée maximale de ce glacier s'est arrêtée dans la région de Soleure où il forma une grande moraine. De nombreuses vallées fluviales antérieures à cette glaciation ont été comblées par les moraines. Ainsi, quand eut lieu le recul des glaciers, les rivières se sont créées de nouveaux cours sur le grand plateau, il en résulta la formation de méandres. De plus, l'important dénivelé a généré une forte érosion. C'est pourquoi on trouve sur le Plateau des vallées fluviales avec de nombreux méandres encaissés, telle la vallée de la Sarine.

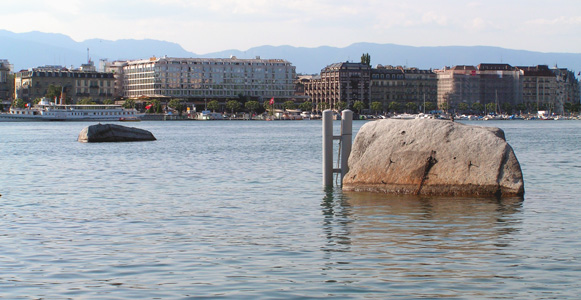
Les pierres du Niton à Genève.

Les glaciers ont aussi poussé des blocs erratiques que l'on retrouve encore aujourd'hui dans divers endroits du Plateau. Parmi ces blocs figurent les pierres du Niton situées dans le Léman à Genève ; le plus grand de ces blocs très stables est utilisé comme horizon de référence altimétrique en Suisse (à une altitude de 373,6 m). Dans le canton de Fribourg se trouve la Pierrafortscha, un bloc erratique de 330 m3 provenant du massif du Mont-Blanc et déplacé lors de la glaciation de Würm. À l'époque le glacier du Rhône occupait tout le Valais actuel et se séparait en deux langues contre le massif du Jura, l'une partant au sud dans la vallée du Rhône et l'autre remontant sur le Plateau suisse en direction de Soleure.

### Hydrographie

Les bassins versants de la Suisse.
Rhin
Aar (sous-bassin versant du Rhin)
Rhône
Pô
Danube
Adige

L'hydrologie de la Suisse est marquée par la présence de cinq bassins fluviaux, de nombreux lacs et des glaciers parmi les plus grands d'Europe. Le climat a un rôle prépondérant sur l'hydrologie en donnant des précipitations, pluviales et neigeuses, mais aussi avec l'ensoleillement définissant l'évaporation des eaux de surface.

#### Des cours d'eau de cinq bassins versants
La Suisse est située sur les bassins versants de cinq fleuves européens : le Rhin et le Rhône qui prennent leur source en Suisse au massif du Saint-Gothard ainsi que le Danube, le Pô et l'Adige. Pour ces trois derniers, ce sont des affluents et non les cours principaux qui prennent leur source en Suisse.
| Bassin versant | Pourcentage de la superficie de la Suisse. | Principaux affluents en Suisse | Lacs en Suisse                                                   | Se jette dans                                                             |
| -------------- | ------------------------------------------ | ------------------------------ | ---------------------------------------------------------------- | ------------------------------------------------------------------------- |
| Rhin           | 68 %                                       | Aar, Reuss                     | Lac des Quatre-Cantons, lac de Neuchâtel, lac de Constance, etc. | Mer du Nord par un delta aux Pays-Bas                                     |
| Rhône          | 18 %                                       | Doubs                          | Léman                                                            | Mer Méditerranée par un delta dans le Sud de la France                    |
| Pô             | 9,3 %                                      | Tessin                         | Lac Majeur, lac de Lugano                                        | Mer Méditerranée (mer Adriatique) par un delta au nord-est de l'Italie    |
| Danube         | 4,4 %                                      | Inn                            |                                                                  | Mer Noire par un delta au nord-est de la Roumanie                         |
| Adige          | 0,3 %                                      | Rom                            |                                                                  | Mer Méditerranée (mer Adriatique) par un estuaire au nord-est de l'Italie |

Les cinq bassins-versants présents en Suisse.

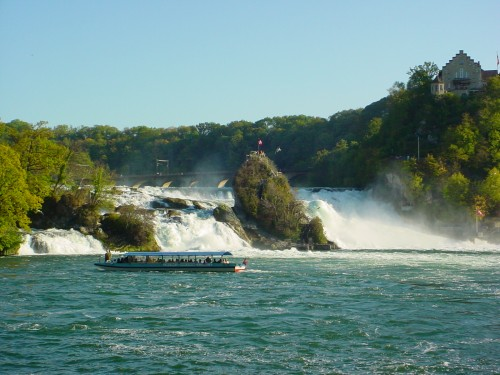
Les chutes du Rhin près de Schaffhouse, la plus grande d'Europe

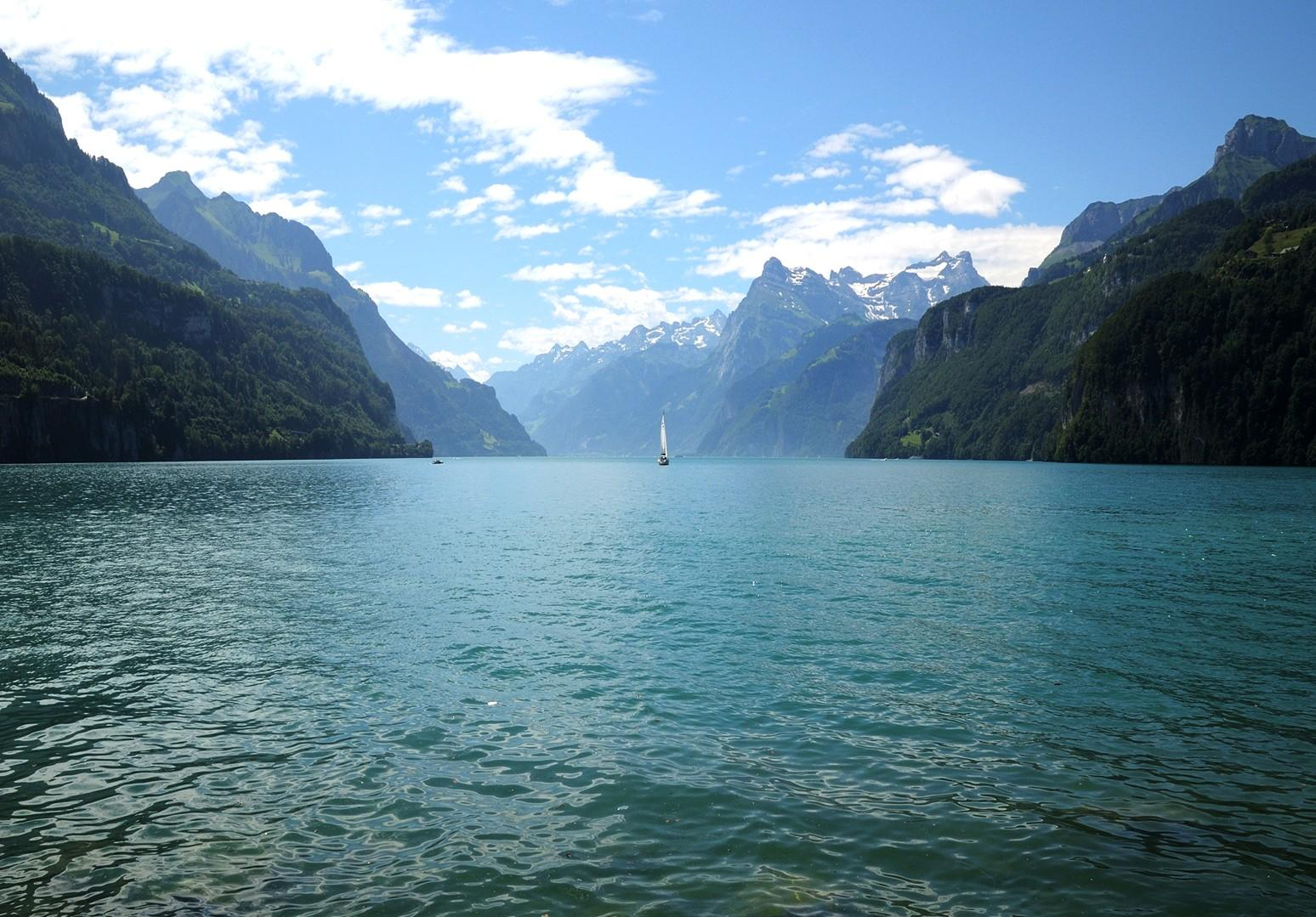
Le lac des Quatre-Cantons avec les Alpes uranaises au fond.

Le bassin versant du Rhin est celui qui draine la plus grande partie du territoire. Mais le sous bassin de l'Aar, affluent du Rhin, est le bassin versant le plus important du territoire, il irrigue notamment la majorité du Plateau et à leur confluence, l'Aar a un débit plus important que le Rhin. En effet, l'Aar et ses nombreux affluents (Sarine, Reuss, Emme, Kander, Limmat, Linth…) irrigue toute la partie centrale du pays.
Le bassin versant du Rhône est divisé en deux parties. Le cours principal du Rhône coule dans le sud du pays depuis le glacier du Rhône jusqu'au Léman et il draine la quasi-totalité du Valais ainsi que le bassin lémanique. Une partie du massif du Jura est irriguée par le Doubs, sous-affluent du Rhône par la Saône, elle-même affluent du Rhône.
Dans le sud et le sud-est du pays, on retrouve les bassins versants du Pô, de l'Adige et du Danube, principalement dans les cantons du Tessin et des Grisons. De nombreux torrents de montagnes alimentent le Tessin sur le versant sud des Alpes, le Tessin étant lui-même émissaire du lac de Lugano avant de rejoindre le Pô. Dans les Grisons le Rom coule dans une petite vallée avant d'entrer en confluence avec l'Adige en Italie. L'Inn est un affluent du Danube, il coule dans une longue vallée alpine des Grisons, l'Engadine.
Les différents cours d'eau de Suisse partent aux quatre coins de l'Europe, ainsi les eaux du Rhin rejoignent la mer du Nord, celles du Rhône la mer Méditerranée, celles du Pô et de l'Adige la mer Adriatique et celles de l'Inn la mer Noire. De plus, ces cours d'eau acquièrent en Suisse un débit très important relativement à la surface du bassin versant. Le Rhin sort de Suisse à Bâle, son bassin versant en amont de cette ville ne représente que 20 % de sa superficie totale, mais le fleuve y a déjà acquis près de la moitié de son débit. Ainsi, on parle parfois de la région du Gothard et plus généralement de la Suisse comme du « château d'eau de l'Europe ».

#### Les lacs
Sur le cours de toutes ces rivières se trouvent de nombreux lacs, la Suisse en compte 15 d'une superficie supérieure à 10 km2. Parmi ceux-ci, les lacs du Léman, de Constance, de Lugano et Majeur sont des lacs internationaux. Le plus grand lac est celui du Léman, mais le plus grand lac entièrement situé en Suisse est le lac de Neuchâtel. La plupart des lacs naturels suisses ont une origine glaciaire. Ils ont été creusés par un glacier au cours d'une glaciation, puis leur recul a libéré l'espace aujourd'hui occupé par l'eau, d'une ou plusieurs rivières, qui s'y est accumulée. Si ces lacs sont naturels, ils sont cependant pour la plupart régulés, leur niveau étant contrôlé en aval. Ces travaux de régulation ont été importants, à l'image de la première correction des eaux du Jura (1868-1878), qui stabilise le niveau des Trois Lacs (Bienne, Neuchâtel et Morat) et le débit de l'Aar. C'est sur les rives du lac des Quatre-Cantons que serait née la Confédération suisse.
Il existe aussi de nombreux lacs artificiels à vocation hydroélectrique. La plupart d'entre eux sont situés en zone montagneuse (lac des Dix, lac de Mauvoisin, etc.), même si quelques-uns se situent sur le Plateau comme celui de la Gruyère.

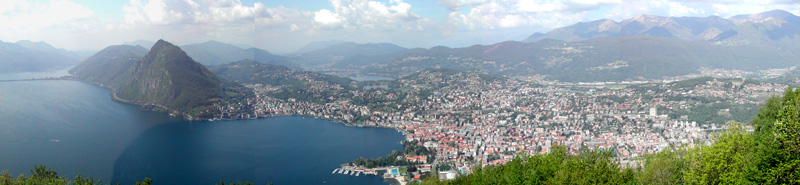
Lugano et son lac.

#### Les glaciers
Des deux massifs montagneux présents en Suisse seuls les Alpes abritent des glaciers. Au début du XXIe siècle, il reste environ 2 000 glaciers dans les Alpes suisses. Ils sont principalement situés dans les Alpes valaisannes (mont Rose, dent Blanche, etc), les Alpes bernoises (Finsteraarhorn, Jungfrau, Aletschhorn, etc), les Alpes de la Suisse centrale et les Alpes rhétiques (chaîne de la Bernina, val Bregaglia). Le plus grand nombre de glaciers se trouve dans des secteurs d'exposition nord-ouest, nord, nord-est ; orientés au nord ils sont plus protégés du rayonnement solaire. Dans des zones à topographie semblable, les glaciers des versants sud sont plus petits que les autres.
Depuis 1850 et la fin du petit âge glaciaire, les glaciers reculent sur l'ensemble de la planète. Ce phénomène de perte de masse est aussi présent en Suisse. Ainsi selon Zryd, « les réserves glaciaires ont littéralement fondu », passant de 90 milliards de mètres cubes en 1901 à 75 milliards de mètres cubes en 1980, puis 45 milliards de mètres cubes en 2003.

#### Besoins humains
Les populations humaines prélèvent d'importantes quantités d'eau, que ce soit pour les besoins domestiques ou industriels. Chaque année, 200 millions de mètres cubes d'eau potable sont prélevés dans les lacs et plus d'un milliard de mètres cubes dans les eaux souterraines. L'industrie en capte 500 millions de mètres cubes dans les cours d'eau et lacs, ainsi que 100 millions de mètres cubes dans les eaux souterraines. En comparaison, le volume du Léman est de 89 milliards de mètres cubes.
Depuis 1975, alors que la population s'est accrue, la consommation totale d'eau a diminué : en 1981, 500 litres par habitant et par jour étaient consommés ; en 2011, cette consommation est de 350 litres environ. Cette baisse est due notamment aux efforts de l'industrie. Une bonne gestion de l'eau est donc possible avec une maîtrise des coûts. Cependant la multiplication des canons à neige pour les sports d'hiver gaspille de plus en plus d'eau en la dégradant,.

### Climat

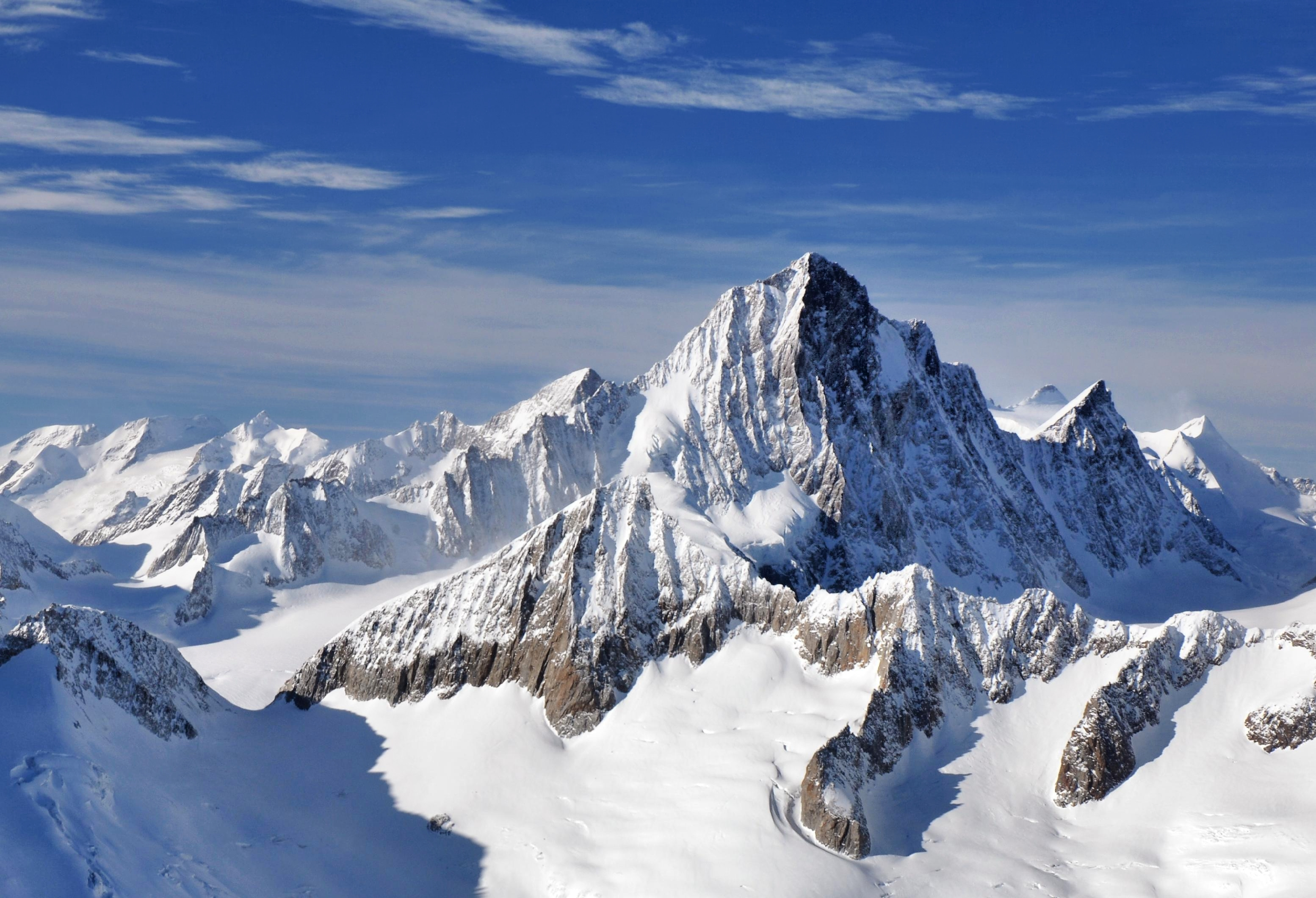
Alpes bernoises, la chaîne alpine constitue une barrière climatique importante.

La Suisse connaît un climat dit de transition, qui résulte de l'influence de différents climats, sans qu'aucun d'entre eux ne soit prédominant. Les quatre climats qui influencent celui de la Suisse sont de type océanique, nord-européen, continental et méditerranéen.
L'Ouest de l'Europe connaît un climat océanique dû à l'influence du Gulf Stream dans l'Atlantique Nord. Ce climat apporte le plus souvent des masses d'air douces et humides sur la Suisse. Depuis le nord de l'Europe, des coulées d'air froid polaire descendent de manière occasionnelle et abaissent considérablement les températures en hiver. La Suisse subit aussi l'influence du climat continental, présent dans l'est de l'Europe, qui amène des variations importantes entre été et hiver. Il apporte occasionnellement des masses d'air sèches et froides en hiver et des masses d'air chaudes à très chaudes en été. Le climat méditerranéen présent sur le bassin du même nom étend aussi son influence sur la Suisse. Cependant, ses conséquences sur le climat sont différentes entre le versant méridional des Alpes où il donne de l'air chaud et humide et le versant septentrional des Alpes où il apporte de l'air chaud et sec, notamment par effet de foehn.
Ces quatre influences climatiques sont présentes en Suisse, néanmoins leur importance respective varie selon la situation géographique. Ainsi, la Suisse orientale connaît des amplitudes thermiques plus marquées que l'ouest du pays. Le climat continental est prédominant dans l'est, alors que le climat océanique l'est à l'ouest du pays.

#### Précipitations
La moyenne des précipitations annuelles en Suisse est nettement supérieure à celle du continent européen, 1 456 mm contre 790 mm. Une grande partie des précipitations provient des flux d'air atlantique.
Les précipitations ne sont pas homogènes sur le territoire. En Valais, la moyenne annuelle des précipitations est deux fois plus basse qu'au niveau national. Les régions situées sous le vent des massifs montagneux, par rapport aux vents dominants, sont plus sèches que les régions non abritées. La partie romande du Plateau et le Nord-Ouest du pays sont relativement secs, abrités des vents dominants, respectivement par le Jura et la Forêt-Noire d'une part, et les Vosges d'autre part. En Valais, certaines régions très proches géographiquement peuvent avoir des niveaux de précipitations très différents. La Jungfrau avec 4 140 mm est l'une des régions les plus arrosées du pays alors que Stalden, situé à environ 30 kilomètres n'enregistre que 520 mm de précipitations annuelles.

#### Normales
Les températures dépendent en premier lieu de l'altitude. La température moyenne sur le Plateau suisse est en janvier de −4 à 1 °C et en juillet de 16 à 19 °C[réf. souhaitée]. La température moyenne annuelle est de 6 à 9 °C[réf. souhaitée]. Pour une altitude identique, la température de la région bâloise ainsi que la vallée du Rhône est 1 à 2 °C plus élevée et la plaine de Magadino au Tessin 2 à 3 °C plus élevée que celle du Plateau suisse[réf. souhaitée].
De la comparaison des tableaux de normes climatiques 1961 - 1990 et 1981 - 2010, il en ressort une augmentation des températures sur toute la Suisse et une diminution des jours de brouillard d'automne sur le Plateau.

##### 1961 - 1990
| Lieu                                         | Altitude de la station d'observation météorologique (en m) | Précipitations annuelles moyennes (en mm/an) | Durée d'insolation moyenne en août (en %) | Durée d'insolation moyenne en décembre (en %) | Température max. mensuel moyen en juillet | Température min. mensuel moyen en janvier |
| -------------------------------------------- | ---------------------------------------------------------- | -------------------------------------------- | ----------------------------------------- | --------------------------------------------- | ----------------------------------------- | ----------------------------------------- |
| La Chaux-de-Fonds (massif du Jura)           | 1 018                                                      | 1 410                                        | 40                                        | 40                                            | +19,6 °C                                  | −6,4 °C                                   |
| Berne, Plateau suisse                        | 565                                                        | 1 040                                        | 50                                        | 20                                            | +23,5 °C                                  | −3,9 °C                                   |
| Sion (Valais, vallée du Rhône)               | 482                                                        | 600                                          | 60                                        | 50                                            | +25,7 °C                                  | −4,8 °C                                   |
| Säntis (Appenzell, Préalpes à l'est du pays) | 2 490                                                      | 2 900                                        | 55                                        | 30                                            | +7,5 °C                                   | −10,3 °C                                  |
| Locarno-Monti (Tessin, sud des Alpes)        | 366                                                        | 1 850                                        | 60                                        | 60                                            | +25,9 °C                                  | +0,1 °C                                   |

Diversité climatique (données pour la période entre 1961 et 1990).

##### 1981 - 2010
| Lieu                                         | Altitude de la station d'observation météorologique (en m) | Précipitations annuelles moyennes (en mm/an) | Durée d'insolation moyenne en août (en %) | Durée d'insolation moyenne en décembre (en %) | Température max. mensuel moyen en juillet | Température min. mensuel moyen en janvier |
| -------------------------------------------- | ---------------------------------------------------------- | -------------------------------------------- | ----------------------------------------- | --------------------------------------------- | ----------------------------------------- | ----------------------------------------- |
| La Chaux-de-Fonds (massif du Jura)           | 1 018                                                      | 1 441                                        | 50                                        | 42                                            | +20,7 °C                                  | −6,0 °C                                   |
| Berne, Plateau suisse                        | 565                                                        | 1 059                                        | 53                                        | 42                                            | +24,3 °C                                  | −3,6 °C                                   |
| Sion (Valais, vallée du Rhône)               | 482                                                        | 603                                          | 64                                        | 50                                            | +27,0 °C                                  | −3,6 °C                                   |
| Säntis (Appenzell, Préalpes à l'est du pays) | 2 490                                                      | 2 837                                        | 40                                        | 41                                            | +8,8 °C                                   | −9,6 °C                                   |
| Locarno-Monti (Tessin, sud des Alpes)        | 366                                                        | 1 897                                        | 62                                        | 57                                            | +27,1 °C                                  | +0,8 °C                                   |

Normes climatologiques (données pour la période entre 1981 et 2010).

#### Extrêmes
La température la plus élevée jamais mesurée en Suisse, est de 41,5 °C à Grono dans les Grisons, le 11 août 2003. Les lieux les plus chauds sont Grono, Locarno-Monti et Lugano, avec une température moyenne annuelle de 12,4 °C. La plus basse température mesurée est de −41,8 °C à La Brévine dans le canton de Neuchâtel, le 12 janvier 1987. Le lieu le plus froid est le Jungfraujoch avec une température moyenne annuelle de −7,2 °C (1981-2010) (−7,9 °C 1961-1990).
Pour les précipitations, le record de pluie annuel est au Mönchsgrat avec 5 910 mm au cours de la période 1939-1940. Au Tessin, on mesure 414 mm à Camedo en 24 heures le 10 septembre 1983 et Locarno reçu 33,6 mm de pluie en l'espace de 10 minutes le 29 août 2003. Les plus importantes quantités de neige tombée en 24 heures furent de 130 cm, entre le 29 et le 30 janvier 1982[Où ?] et le 15 avril 1999 au Berninapass. En avril 1999, on a mesuré 816 cm de neige au Säntis, ce qui constitue la plus importante couche de neige mesurée dans le pays. En moyenne, le Säntis est le lieu le plus arrosé de Suisse avec 2 837 mm de précipitation annuelle.
Le lieu le plus sec de Suisse est Ackersand en Valais avec une moyenne de 521 mm de précipitations annuelles. La période la plus sèche en Suisse a débuté le 6 décembre 1998, avec une absence de précipitations sur Lugano durant 77 jours.
Les plus fortes rafales de vent mesurées l'ont été : en montagne le 27 février 1990 au Grand Saint-Bernard avec une rafale à 268 km/h et en plaine à Glaris le 15 juillet 1985 avec 190 km/h.

#### Évolution du climat
Les paramètres météorologiques sont régulièrement mesurés par les autorités fédérales depuis 1864, et un réseau de stations d'observations météorologiques couvre le pays.
Le réchauffement climatique global que connaît la Terre est perceptible en Suisse, notamment de par le recul des glaciers. Le pergélisol connaît un recul, ainsi des roches deviennent instables et provoquent des éboulements.

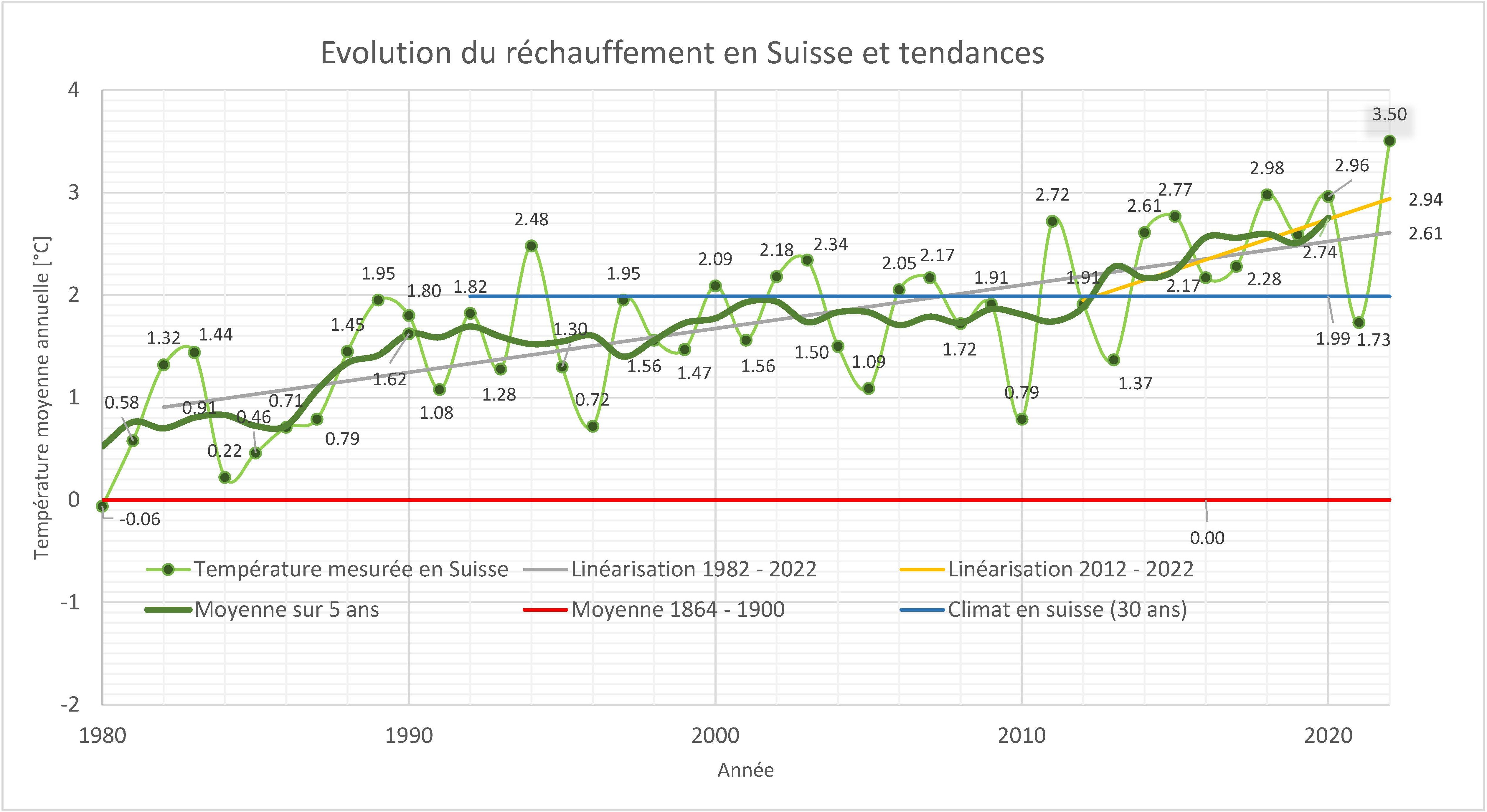
Réchauffement en moyenne annuelle en Suisse (données MétéoSuisse) par rapport à la moyenne pré-industrielle (en rouge). On remarque le réchauffement de en 2022. La ligne rouge, (de réchauffement) est la température de référence (1864-1900) qui valait alors en valeur absolue. La ligne bleue est basée sur la définition des climatologues du « climat en Suisse », soit la moyenne sur 30 ans (réchauffement de). La ligne grise est une linéarisation du réchauffement des 40 dernière années, et la ligne jaune une linéarisation sur les valeurs des 10 dernières années. On voit que le réchauffement en Suisse peut avoir plusieurs valeurs, toutes sont nettement supérieures au réchauffement moyen mondial

### Biodiversité
La Suisse est marquée par une grande variété de reliefs, d'altitudes et de paysages, qui induit une diversité des habitats naturels. Ces nombreux habitats naturels favorisent la biodiversité de la faune et de la flore. On trouve environ 50 000 espèces d'animaux, de champignons et de plantes dans le pays. Le 21 novembre 1994, la Suisse a ratifié la Convention sur la diversité biologique, qui est entrée en vigueur le 19 février 1995. Dans ce cadre, l'Office fédéral de l'environnement a mis en place un programme de surveillance de la biodiversité, le Monitoring de la biodiversité en Suisse (MBD).
En 2006, 60 espèces présentes en Suisse sont considérées comme menacées à l'échelle mondiale par l'Union internationale pour la conservation de la nature (UICN), chiffre stable.

#### Espèces animales

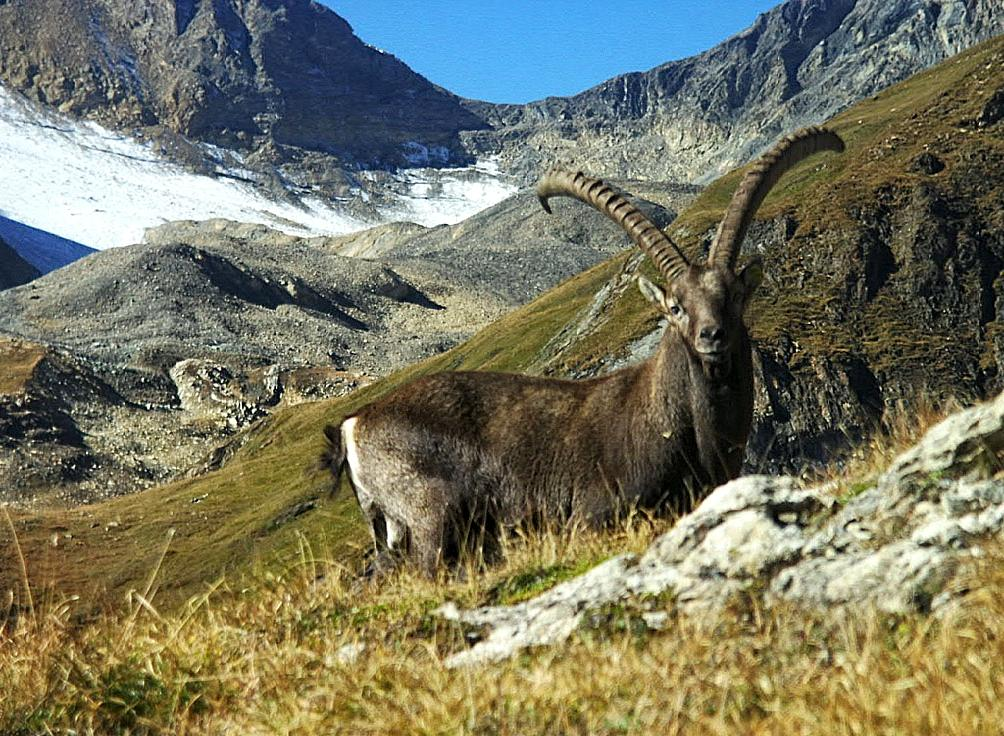
Capra ibex (bouquetin), vallée du Lötschental.

Selon l'Office fédéral de l'environnement, on dénombre 30 000 espèces animales en Suisse dont 41 % sont menacées.
Les espèces animales sont au nombre de 30 000, parmi lesquelles 83 mammifères, 386 oiseaux, 15 reptiles, 20 amphibiens, 51 poissons osseux, 2 agnathes, 25 000 arthropodes (dont 22 330 insectes), 270 mollusques et 3 200 vers (plats, ronds, rubanés) et annélides. Dans le règne animal on recense 51 espèces endémiques.
Selon le Monitoring de la biodiversité en Suisse (MDB), la biodiversité est stable, c'est-à-dire que globalement sur l'ensemble du territoire suisse le nombre d'espèces animales disparaissant est compensé par l'apparition de nouvelles espèces. La disparition ou l'apparition d'espèces ne signifie pas ici l'extinction globale de l'espèce ou son apparition sur la surface terrestre il s'agit de sa présence ou non sur le territoire suisse, par exemple des espèces d'oiseaux migrateurs nichant auparavant en Suisse ne le faisant plus actuellement ou l'inverse. Ainsi, le pipit rousseline (Anthus campestris), une espèce de passereau ne niche plus en Suisse depuis 1998. Il en va de même pour la marouette poussin (Porzana parva), qui n'est plus considérée comme nichant dans le pays depuis 2002 et le courlis cendré (Numenius arquata) depuis 2003. Des espèces peuvent être chassées par d'autres, ainsi le goéland cendré (Larus canus), présent sur une île du lac de Neuchâtel de 1966 à 1996, aurait été chassé par le goéland leucophée (Larus michahellis).
Différentes espèces animales sont apparues, ou réapparues, en Suisse ces dernières années. Le loup (Canis lupus) a été exterminé au XIXe siècle, cependant, à partir des années 1990 il a repeuplé la Suisse depuis l'Italie. La loche d'étang (Misgurnus fossilis), un poisson disparu de la vallée du Rhin (région de Bâle) dans les années 1950, a été réintroduit dans la vallée du Rhône dans les années 1990. Le ragondin (Myocastor coypus) est apparu en Suisse en 2003. Le Guêpier d'Europe (Merops apiaster), oiseau migrateur méridional remonte en Suisse régulièrement depuis 1991.

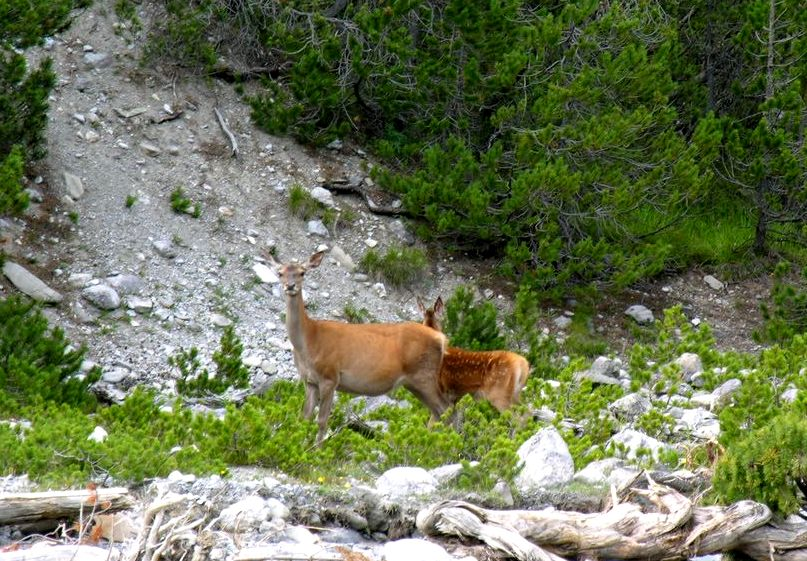
Cervus elaphus (cerf élaphe), biche et faon, parc national suisse.

L'ours brun, présent sur les armoiries de la capitale fédérale Berne, a été massivement chassé au cours des XVIIIe siècle et XIXe siècle, l'espèce a disparu de la Suisse au début du XXe siècle, le dernier spécimen ayant été abattu en Engadine dans le val S-charl en 1904. Non loin du sud de la Suisse, en Italie, dans le Trentin, une population de quelques individus a survécu. Afin de relancer la reproduction de cette population, dix ours de Slovénie ont été introduits dans le parc national Adamello-Brenta entre 1999 et 2002. En juillet 2005, un premier mâle est arrivé en Suisse par le Tyrol du Sud. Il a été ensuite observé dans le val Müstair, le parc national suisse et l'Engadine. Le 14 avril 2008, un ours a été abattu par les gardes-faune grisons. Cette décision a été prise face au danger que l'animal faisait courir aux populations locales venant chercher sa nourriture dans les zones d'habitation. Un second ours s'est établi en Suisse en 2007. Ce dernier est jugé plus farouche et craintif que le premier.
La biodiversité des espèces animales est donc stable à l'échelle nationale, cependant ceci est moins vrai à l'échelle régionale. Ainsi, le nombre de vertébrés et d'orthoptères a diminué entre 1997 et 2004 dans le Jura et sur le Plateau, est stable dans les Alpes centrales occidentales, mais est en augmentation dans les versants septentrionaux et méridionaux des Alpes et dans les Alpes centrales orientales. Ainsi le Lynx, qui avait été réintroduit en Suisse centrale dans les années soixante, a spontanément colonisé les Alpes centrales et le versant sud des Alpes.
Parmi les espèces animales, on trouve des espèces classées en voie d'extinction à l'échelle mondiale. L'apron du Rhône (Zingel asper) est un poisson classé au bord de l'extinction. On ne trouve plus que quelques populations isolées les unes des autres dans le bassin du Rhône. En 2006, le nombre d'individus est estimé à 200 pour la Suisse.

#### Plantes et champignons

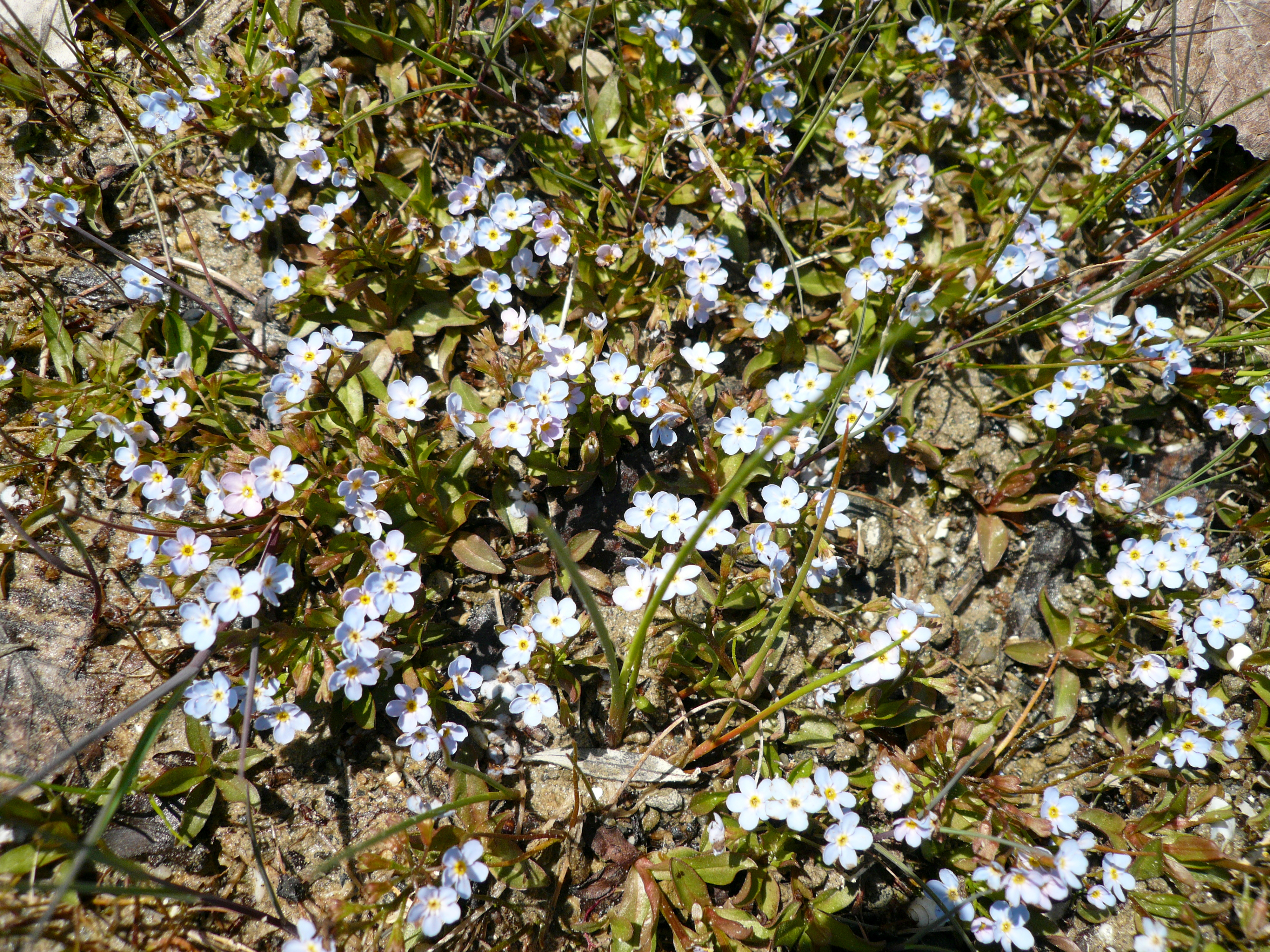
Myosotis rehsteineri sur les rives du lac de Constance

En Suisse, on compte 19 000 espèces de plantes et champignons dont 3 000 plantes vasculaires et fougères, 1 030 mousses, 1 660 lichens, 9 000 champignons et 4 000 algues. Il existe deux espèces endémiques parmi les plantes vasculaires : la Drave ladine et la Sabline ciliée.
Plusieurs espèces de végétaux présents en Suisse sont en voie d'extinction au niveau mondial. La Tulipa aximensis a été redécouverte en Valais en 1998, elle était jusqu'alors considérée comme éteinte à l'échelle mondiale. Une autre tulipe sauvage, la Tulipa didieri, n'est quant à elle présente que sur quatre petits sites valaisans et un site en Savoie. Au bord du lac de Constance, le myosotis rehsteineri n'occupe plus que quelques gazons littoraux sur les rives de ce lac. La saxifrage amphibie, une sous-espèce de saxifrage à feuilles opposées, disparue en 1956, est selon l'Union internationale pour la conservation de la nature le seul taxon dont la disparition en Suisse a aussi signifié la disparition à l'échelle mondiale.

#### Forêts

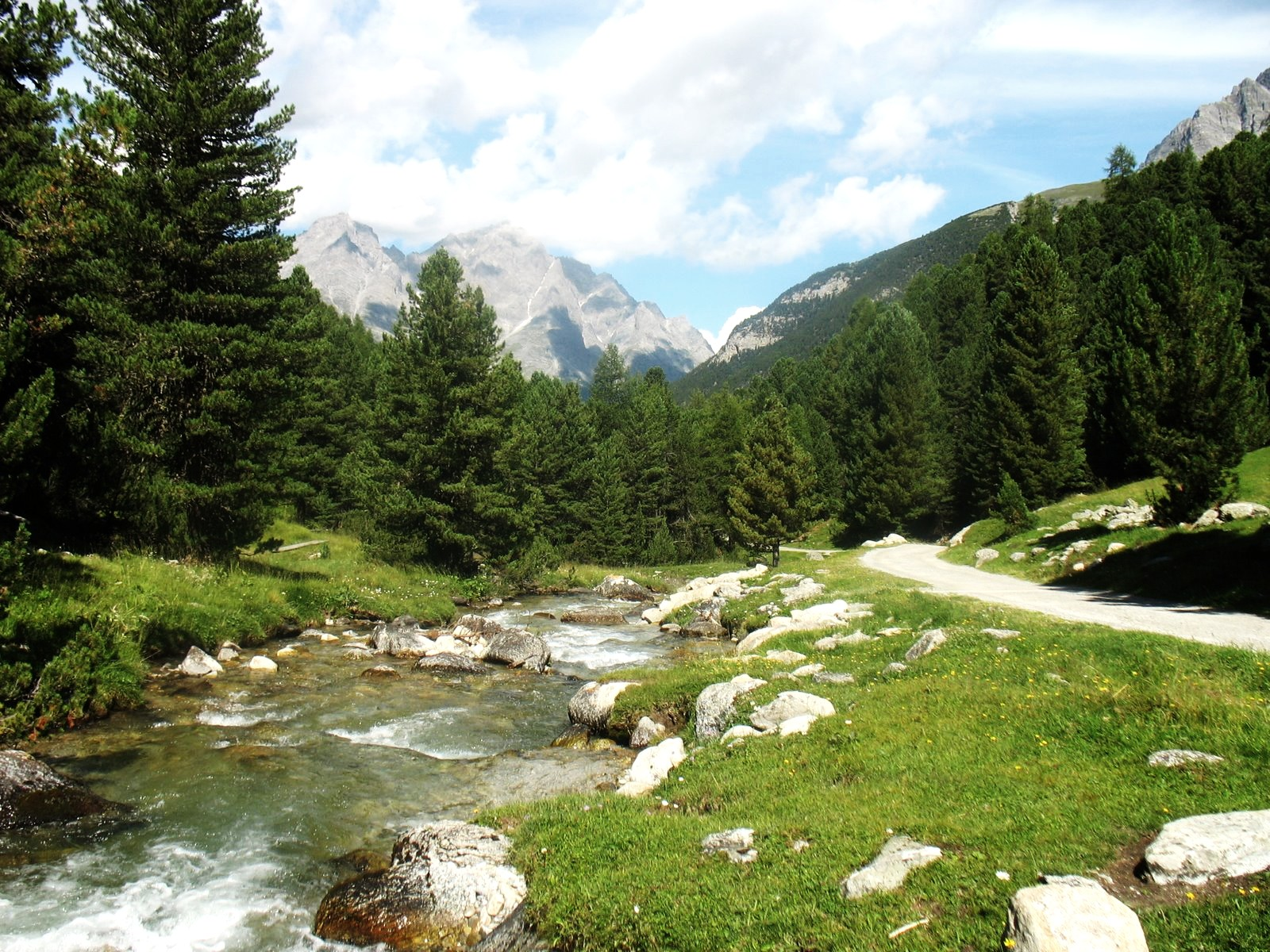
La forêt de Tamangur en Engadine à 2300 m, une des plus élevées d'Europe.

En 2007, les forêts suisses couvrent une surface de 1,25 million d'hectares, avec des répartitions inégales d'une région à l'autre : si le versant méridional des Alpes (Tessin) est particulièrement riche, le Plateau, avec sa forte densité de population, a beaucoup moins de forêts. Entre la période 1993-1995 et la période 2004-2006, les surfaces forestières ont augmenté de 4,9 % sur la totalité du pays ; 0 % sur le Plateau, 0,9 % dans le massif du Jura, 2,2 % dans les Préalpes, 9,1 % dans les Alpes et 9,8 % au sud des Alpes. Le volume total de bois s'élève à 420 millions de mètres cubes.
Les forêts ont une place importante dans la biodiversité : 20 000 espèces dépendent des forêts suisses, soit près de la moitié des espèces vivant dans le pays.
Le bois est utilisé en Suisse comme matière première dans la construction et comme agent énergétique. En 2005, l'extraction du bois s'est élevée à 5,3 millions de mètres cubes, valeur inférieure à celle de la croissance annuelle du bois commercialisable (7,4 millions de mètres cubes).
En 2021, le plus grand arbre de Suisse se trouve dans la commune de Gränichen et mesure 62 mètres. Il s'agit d'un sapin de Douglas, espèce provenant d'Amérique du Nord. Concernant une espèce provenant d'Europe, le plus grand sapin blanc de Suisse se trouve dans la forêt jardinée de Couvet dans la commune de Val-de-Travers, et mesure 58 mètres.

#### Plantes et animaux envahissants
En Suisse, 10 % de la flore est néophyte, et 1 % sont des espèces envahissantes qui menace la biodiversité et les espèces indigènes. Les animaux envahissants peuvent, selon leur espèce, menacer la faune indigène en transmettant des agents pathogènes ou des parasites, en repoussant les espèces indigènes ou en s'hybridant avec elles,.
Parmi les plantes envahissantes, on trouve notamment : l'ambroisie, l'arbre aux papillons, la berce du Caucase, la balsamine de l'Himalaya, la renouée du Japon, la renouée de Sakhaline, la renouée hybride, le solidage du Canada, le solidage géant, le faux vernis du Japon, le sumac vinaigrier, le séneçon du Cap, l'élodée du Canada, l'élodée de Nuttall, le laurier-cerise, le cerisier tardif, la ronce d’Arménie, le robinier faux-acacia, la jussie à grandes fleurs, le lysichiton américain, le puéraire hirsute.
Parmi les animaux envahissants, on trouve notamment : la coccinelle asiatique, la mineuse du marronnier, le capricorne asiatique, la limace espagnole (Arion vulgaris ou Arion lusitanicus), la moule zébrée, l'écrevisse signal ou de Californie, le poisson rouge, l'érismature rousse, l'écureuil gris ou de Californie.
Le moustique tigre quant à lui se trouve déjà dans le canton du Tessin depuis 2003.
L'Office fédéral de l'environnement est le service fédéral chargé du dossier. La fondation Infoflora a dressé une liste noire des espèces envahissantes en Suisse.

### Dangers naturels

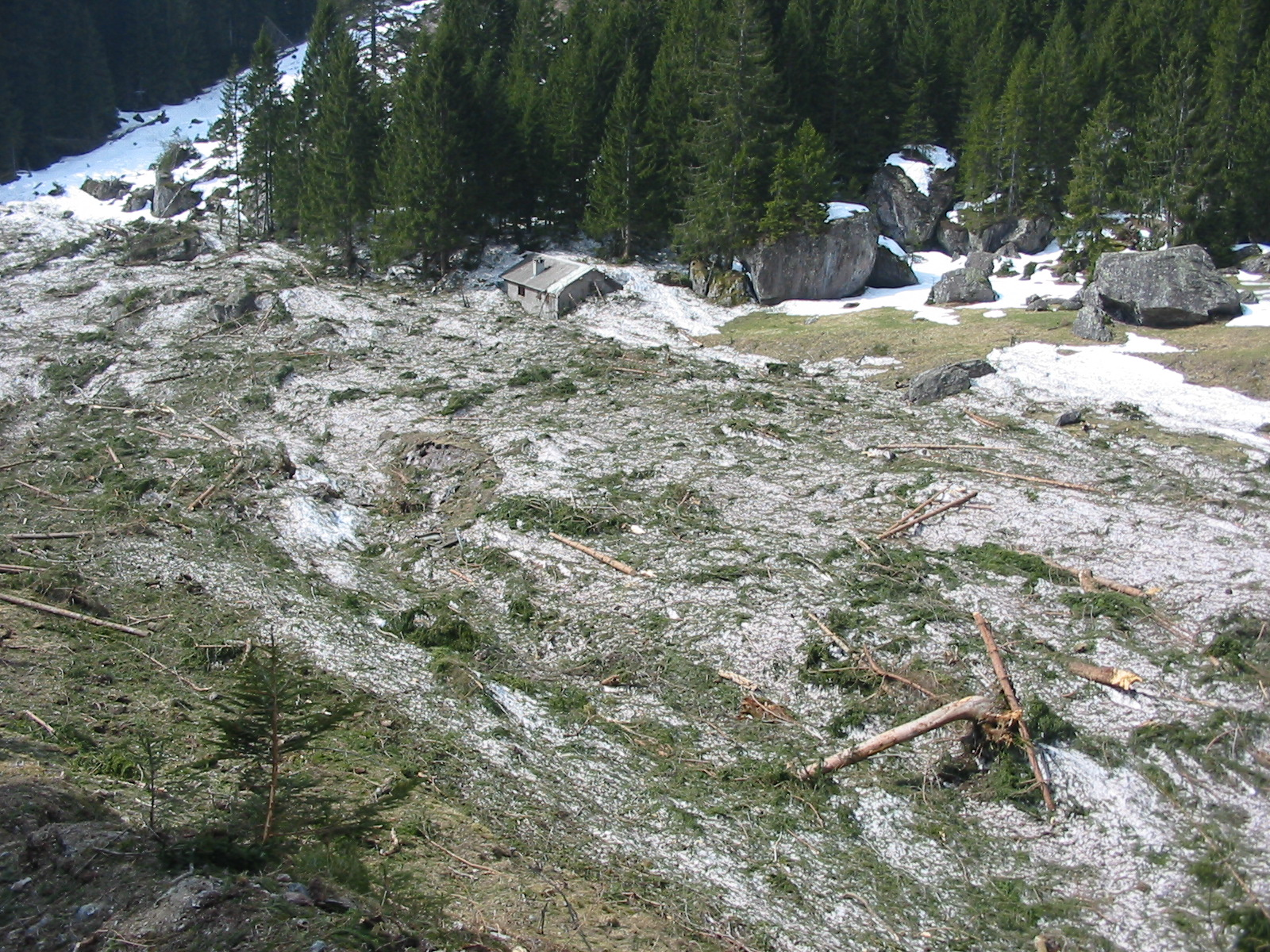
Avalanche au-dessus de Engi.

Les dangers naturels ont toujours été présents en Suisse, ils peuvent être de nature hydrologique (ou météorologique) ou de nature géologique. La présence de nombreux massifs montagneux prédispose la Suisse aux phénomènes de crues, provoquant des inondations comme dans la région du Seeland ou dans la plaine de la Linth. En montagne sont présents les problèmes d'avalanches ou ceux liés aux glaciers comme celui du Giétro. Par année, 200 séismes sont enregistrés, mais seulement 10 % d'entre eux sont ressentis par la population comme celui ayant affecté Bâle en 1356. Les risques sismiques ne sont pas les mêmes suivant les régions de Suisse, trois zones sont définies en fonction de la probabilité d'apparition d'un séisme. La région comprise entre le Léman et le lac de Constance n'a qu'une faible probabilité d'être touchée par un séisme, a contrario ce risque est élevé en Valais.
Entre 1946 et 2015, il y a eu 1023 personnes décédées lors de 635 phénomènes naturels, selon une étude de l'Institut fédéral de recherches sur la forêt, la neige et le paysage (WSL). Cela comprend les crues, glissements de terrain, laves torrentielles, chutes de pierres, tempêtes, foudres et avalanches. Plus d'un tiers de ces décès, concernent les accidents d'avalanches, tandis que la foudre, deuxième cause de mortalité, a tué 164 personnes. Dans le décompte des victimes, il s'agit uniquement des accidents concernant la protection de la population dans les localités et sur les voies de communication, et exclut les victimes décédées lors d'activités de loisirs en terrain non sécurisé, notamment les skieurs hors-piste et les randonneurs. Durant cette période, les causes naturelles qui ont fait le plus de victimes, ont eu lieu en août 1965, au barrage de Mattmark, qui a fait 88 morts lorsqu'un pan du glacier de l'Allalin s'est effondré sur les ouvriers, en 1970, les avalanches de Reckingen qui ont tué 30 personnes, tandis que celles de janvier 1951 à Vals ont provoqué 19 victimes.
Ces dernières années, les dangers naturels sont à l'origine de neuf décès par an en moyenne : six dans des avalanches, deux dans des crues et un dans des éboulements.
Une carte nationale de l'aléa ruissellement, élaborée par l'Office fédéral de l'environnement, l'Association Suisse d'Assurances et l'Association des établissements cantonaux d'assurance, recense les surfaces potentiellement touchées par le ruissellement en Suisse.

## Géographie humaine
« La Suisse entière est comme une grande ville divisée en treize quartiers, dont les uns sont sur les vallées, d'autres sur les coteaux, d'autres sur les montagnes. Genève, Saint-Gall, Neuchâtel, sont comme les faubourgs : il y a des quartiers plus ou moins peuplés, mais tous le sont assez pour marquer qu'on est toujours dans la ville : seulement les maisons, au lieu d'être alignées, sont dispersées sans symétrie et sans ordre, comme on dit qu'étaient celles de l'ancienne Rome. »

— 1763, Jean-Jacques Rousseau

### Découpage administratif

La Suisse et les cantons suisses.

Le découpage administratif de la Suisse est lié à son histoire : le pays s'est en effet formé, au fil des siècles, par la réunion d'États souverains appelés cantons, sous forme d'une confédération. Depuis 1848, le pays est composé de « cantons souverains » qui sont au nombre de 26 depuis 1979. Les derniers cantons à être entrés dans la Confédération sont ceux de Genève, Neuchâtel et du Valais en 1815. Le canton du Jura est créé en 1979 par séparation d'une partie du canton de Berne.
Onze des vingt-six cantons sont divisés en districts qui servent de contrôle et d'exécution entre l'État et les communes : ces entités intermédiaires ne sont qu'administratives, judiciaires ou électorales et ne disposent d'aucune autonomie politique. Tous les cantons sont divisés en communes. La Suisse, au 1er janvier 2021, en compte 2 172,. D'autres cantons, comme celui de Berne utilisent un autre découpage, dans cet exemple il s'agit des arrondissements administratifs.
Depuis 1999, la Suisse est découpée sur le plan statistique en sept grandes régions pouvant regrouper plusieurs cantons. Elles sont équivalentes aux régions NUTS 2 d'Eurostat (office statistique de l'Union européenne). Correspondant à un échelon obligatoire pour la statistique suisse depuis leur création, elles ne représentent toutefois pas une unité institutionnelle en tant que telle. À des fins d'analyse et de comparaisons nationales et internationales, l'Office fédéral de la statistique utilise plusieurs niveaux géographiques liés à la politique territoriale.
| Abr | Canton                       | Chef-lieu   | Population (2022) | Surface (km2) | Densité (hab./km2) | Langues officielles                   |
| --- | ---------------------------- | ----------- | ----------------- | ------------- | ------------------ | ------------------------------------- |
| ZH  | Zurich                       | Zurich      | +1 579 967,       | +1 729,       | 914                | allemand                              |
| BE  | Berne                        | Berne       | +1 051 437,       | +5 959,44     | 176                | allemand, français                    |
| LU  | Lucerne                      | Lucerne     | +424 851,         | +1 493,44     | 284                | allemand                              |
| UR  | Uri                          | Altdorf     | +037 317,         | +1 076,57     | 35                 | allemand                              |
| SZ  | Schwytz                      | Schwytz     | +164 920,         | +0906,92      | 182                | allemand                              |
| OW  | Obwald                       | Sarnen      | +038 700,         | +0490,59      | 161                | allemand                              |
| NW  | Nidwald                      | Stans       | +044 420,         | +0275,9       | 161                | allemand                              |
| GL  | Glaris                       | Glaris      | +041 471,         | +0685,3       | 61                 | allemand                              |
| ZG  | Zoug                         | Zoug        | +131 164,         | +0238,69      | 550                | allemand                              |
| FR  | Fribourg                     | Fribourg    | +334 465,         | +1 670,7      | 200                | français, allemand                    |
| SO  | Soleure                      | Soleure     | +282 408,         | +0790,49      | 357                | allemand                              |
| BS  | Bâle-Ville                   | Bâle        | +196 786,         | +0037,        | 5319               | allemand                              |
| BL  | Bâle-Campagne                | Liestal     | +294 417,         | +0517,56      | 569                | allemand                              |
| SH  | Schaffhouse                  | Schaffhouse | +085 214,         | +0298,42      | 286                | allemand                              |
| AR  | Appenzell Rhodes-Extérieures | Herisau     | +055 759,         | +0242,86      | 230                | allemand                              |
| AI  | Appenzell Rhodes-Intérieures | Appenzell   | +016 416,         | +0172,52      | 95                 | allemand                              |
| SG  | Saint-Gall                   | Saint-Gall  | +525 967,         | +2 025,54     | 260                | allemand                              |
| GR  | Grisons                      | Coire       | +202 538,         | +7 105,44     | 29                 | allemand, romanche, italien           |
| AG  | Argovie                      | Aarau       | +711 232,         | +1 403,73     | 507                | allemand                              |
| TG  | Thurgovie                    | Frauenfeld  | +289 650,         | +0991,02      | 292                | allemand                              |
| TI  | Tessin                       | Bellinzone  | +354 023,         | +2 812,2      | 126                | italien                               |
| VD  | Vaud                         | Lausanne    | +830 431,         | +3 212,03     | 259                | français                              |
| VS  | Valais                       | Sion        | +357 282,         | +5 224,25     | 68                 | français, allemand                    |
| NE  | Neuchâtel                    | Neuchâtel   | +176 571,         | +0802,93      | 220                | français                              |
| GE  | Genève                       | Genève      | +514 114,         | +0282,48      | 1820               | français                              |
| JU  | Jura                         | Delémont    | +073 865,         | +0838,55      | 88                 | français                              |
| CH  | Suisse                       | Berne       | +8 815 385,       | +41 284,57    | 214                | allemand, français, italien, romanche |

### Utilisation du sol
Le territoire suisse se répartit entre quatre grands types d'utilisation du sol : les surfaces d'habitat et d'infrastructure, les surfaces agricoles, les surfaces boisées et enfin les surfaces dites improductives.
Surfaces d'habitat et d'infrastructure
L'habitat est principalement développé sur le Plateau suisse et sur le versant septentrional des Alpes, à proximité des lacs et le long des principaux cours d'eau. Il occupe 14,6 % du Plateau. Le Jura (7,4 %), le sud (4,3 %) et le versant nord des Alpes (4 %), et enfin les Alpes centrales occidentales (2,9 %) et orientales (1,6 %) suivent de loin.
Les surfaces d'habitat et d'infrastructure croissent autour des agglomérations mais aussi en campagne, au détriment des surfaces agricoles. Cette croissance est particulièrement importante le long des grands axes de communication que sont les autoroutes et voies de chemin de fer. Le raccordement de nouvelles voies entraîne un développement marqué de ces régions comme la région d'Avenches après l'ouverture de l'autoroute entre Yverdon et Berne. La campagne est attractive pour des raisons économiques et de qualité de vie, on y construit essentiellement de l'habitat individuel alors que dans les agglomérations il est plutôt collectif.
La structure des ménages évoluant, ceux-ci sont de plus en plus petits. Couplée à la construction de maisons individuelles ou mitoyennes, gourmandes en surface on constate, en douze ans, un accroissement de surface dédiée à l'habitat de 25 % alors que la seule augmentation de population est de 9 %.
Surfaces agricoles
Selon l'Office fédéral de la statistique, les surfaces agricoles représentent les prés et les terres arables, les pâturages, les plantations fruitières, viticoles et horticoles ainsi que les alpages. Environ 28 % de ces surfaces agricoles sont des terres arables.
En 2009, la Suisse comptait 14 817 kilomètres carrés de surfaces agricoles, soit environ 36 % du territoire national.
Les surfaces agricoles, malgré leur diminution, représentent la plus grande affectation du territoire de la Suisse. L'agriculture domine le Plateau, occupant un peu plus de la moitié des surfaces. La situation est similaire dans le Jura (44 %), le versant septentrional des Alpes (38,2 %) et les Alpes centrales orientales (31,4 %). Dans les régions de montagne que sont les Alpes centrales occidentales (Valais) et du sud, les zones exploitées (essentiellement des alpages) sont en proportion plus faibles.
La protection des zones boisées conduit à de nombreux conflits d'intérêts autour des terres agricoles, surtout sur le Plateau et à proximité d'agglomérations, où le développement des surfaces d'habitat et d'infrastructure rogne sur le montant des terres arables. Environ 90 % de toutes les surfaces nouvellement urbanisées sont situées sur d'anciennes surfaces agricoles. À l'inverse, le nombre d'exploitations agricoles de montagne tendant à diminuer, de nombreuses surfaces sont laissées en friches au profit des surfaces boisées, au détriment de la diversité du paysage. La diminution est particulièrement marquée en Valais et au Tessin.
Selon l'Office fédéral du développement territorial, environ un mètre carré de surface agricole disparaît chaque seconde. Entre 1985 et 2009, la Suisse a perdu 850 km2 de surfaces agricoles, ce qui correspond à la surface du canton du Jura avec ses 838 km2. Durant cette période, la population a augmenté de 1 302 000 personnes, passant de 6 484 000 en 1985, à 7 786 000 en 2009.
En septembre 2021, la commission de gestion du Conseil national alerte le conseil fédéral sur l'état des sols suisses en raison de l'augmentation des habitants et des constructions. L'urbanisation consomme le territoire suisse et les terres agricoles. Le conseiller national Thomas de Courten informe qu'il y a environ 440 mille hectares de terres cultivables en Suisse, soit tout juste assez, car le minimum requis n'est dépassé que de 1,59%. Il s'agit de terres irremplaçables et essentielles pour l'agriculture et la biodiversité. Depuis les années 1990, la Confédération élabore un plan sectoriel pour protéger les bonnes terres cultivables, aussi appelées surfaces d'assolement, là où le sol est le plus riche. Il s'agit de terres irremplaçables et essentielles pour l'agriculture et la biodiversité. Les cantons doivent notamment s'assurer qu'elles ne sont pas trop utilisées et que rien ne soit construit dessus. En cas de pénurie, le pays n'aurait que très peu de marge pour maintenir une autosuffisance alimentaire.
Surfaces boisées
Les surfaces boisées couvrent moins du tiers du territoire, mais cette surface augmente d'année en année. Ce reboisement est essentiellement naturel, principalement dans les Alpes où la forêt réoccupe les espaces abandonnés par les paysans et les pâturages. L'afforestation contribue pour 13 % au reboisement, et est effectuée dans le but de compensation à la suite d'un défrichement ou pour constituer des protections contre les risques naturels en montagne (avalanches, éboulements, coulées de terre et crues torrentielles). C'est dans le Jura et dans les Alpes du sud que les forêts sont les plus prédominantes, occupant respectivement 47,7 % et 47,2 % du sol de ces régions. Sur le versant septentrional des Alpes les surfaces boisées occupent 33,2 % du sol et 24,6 % sur le Plateau. C'est dans les Alpes centrales que les surfaces boisées occupent le moins le sol avec environ 22 % de couverture.
Surfaces improductives
Les surfaces improductives correspondent à toutes les zones occupées par les rochers, les éboulis, la glace, les névés et la végétation improductive au-delà de la limite de la végétation forestière. Les lacs, les cours d’eau et les zones humides sont aussi des surfaces improductives. Occupant 25,5 % du sol suisse, ces surfaces sont en très légère régression (-0,1 % sur 10 ans). Elles sont prédominantes dans les Alpes centrales (la moitié des sols), a contrario elles ne couvrent que 10 % de la surface du Plateau suisse et 1 % du Jura. Les territoires incultes de montagne sont exploités par le tourisme et la production d'énergie hydraulique. Les conditions climatiques modifient fortement le paysage de ces territoires : infiltrations d'eau, éboulements, avalanches, torrents en crue. L'homme intervient sur 0,2 % de surface de ce territoire pour créer des infrastructures de protections contre les crues ou contre les avalanches. Les voies de communication, avec de nombreux ouvrages d'art, occupent une partie de ces surfaces.
En plaine, les lacs et cours d'eau proches des lieux d'habitat sont utilisés à des fins de loisirs et de détente. Des biotopes, humides ou secs, et des réserves naturelles sont aménagées ; ces zones contribuent au maintien de la biodiversité.

### Population
Au 31 décembre 2014, la Suisse comptait 8 237 700 habitants. Pour ce qui est de la population, le pays est au 95e rang mondial. L'évolution de la population suisse est observée depuis 1798, lorsque le gouvernement de la République helvétique procède à un premier recensement. Dès 1850, le gouvernement fédéral organise des recensements tous les dix ans, qui montrent une multiplication par trois de la population entre 1860 et 2006, passant de 2,515 millions à 7,509 millions d'habitants. Si les frontières du pays sont globalement inchangées depuis 1815 et le congrès de Vienne qui marque la fin de la domination française sur la Suisse, la dernière modification territoriale significative date du 20 février 1863 lors de la signature du traité des Dappes entre la France et la Suisse sur le partage des 700 hectares de la vallée des Dappes.

#### Évolution de la population

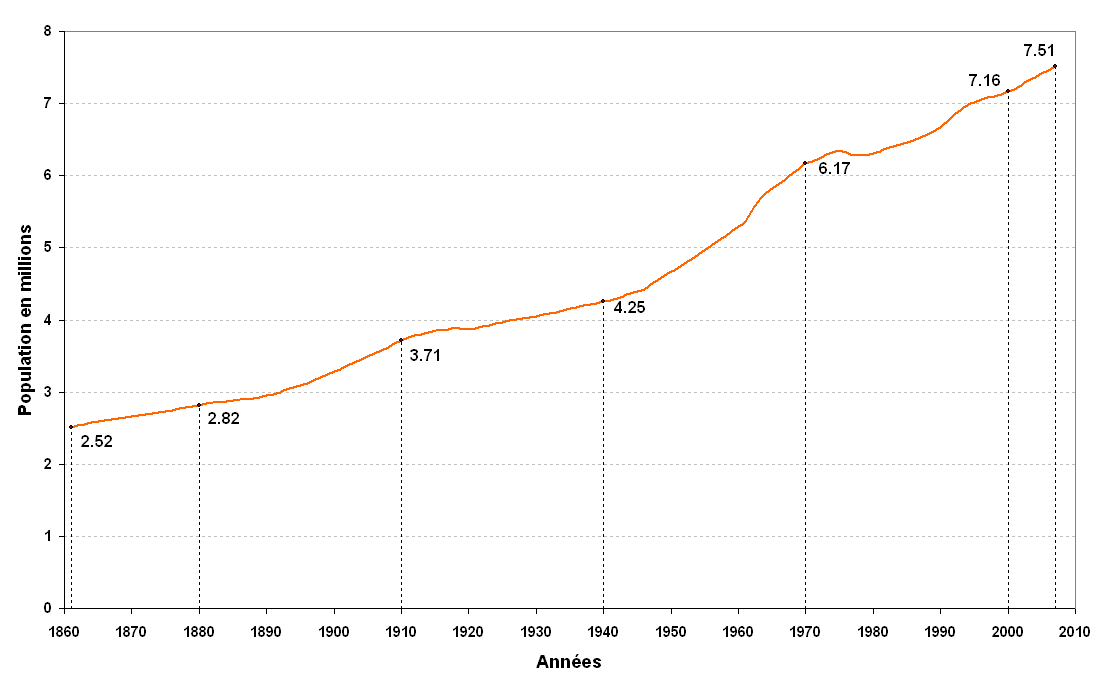
Évolution démographique de 1860 à 2007.

À l'échelle géographique les variations démographiques ne sont pas homogènes. De nombreux facteurs locaux ont influencé ces variations démographiques : zone de plaine ou de montagne, situation urbaine ou rurale, industrie ou agriculture, présence ou non d'attrait touristique. Ces facteurs, parmi d'autres, continuent à influencer les différences locales sur le plan de la démographie.
Les périodes retenues par l'Office fédéral de la statistique pour étudier les variations démographiques internes s'articulent autour de dates charnières ; 1885 et l'essor économique avec la crise des années 1870 et 1880, 1914 et le début de la Première Guerre mondiale, 1945 et la fin de la Seconde Guerre mondiale et enfin 1973 avec le premier choc pétrolier.
Période de 1850 à 1880
Au cours de ces trois décennies, l'accroissement de la population est continu mais modéré. L'accroissement naturel est relativement important, des migrants s'installent en Suisse ; ce double accroissement de la population parvient cependant à peine à combler les départs de migrants suisses vers l'étranger. Cette période, marquée par le développement du chemin de fer, voit la première concentration démographique persistante surtout sur le Plateau. Les principales villes du pays se développent ainsi que de grandes régions industrielles, telles que le Jura avec l'industrie horlogère, le Jura bernois avec l'industrie métallurgique et mécanique, le canton de Bâle-Campagne avec les industries horlogère et textile, la Suisse orientale avec l'industrie textile (les deux Appenzell, le Fürstenland, – entre Saint-Gall et Wil –, le Rheintal, l'Oberthurgau et le canton de Glaris). La naissance du tourisme hivernal alpin voit aussi le développement de certaines petites régions comme Davos ou la Haute-Engadine.
Dans certaines régions comme le Valais, la Suisse centrale et à un degré moindre le Plateau fribourgeois et bernois, une forte croissance démographique se produit sans développement industriel ou touristique. Cet accroissement de population en l'absence de développement économique engendre dans ces régions une tendance à la paupérisation des populations, alors principalement catholiques, qui connaissent un isolement politique, social et économique.
Au cours de cette période, les vallées tessinoises et grisonnes connaissent de fortes pertes démographiques. Dans certaines vallées les recensements montrant même des pertes de moitié de la population. Ces zones ont connu une forte émigration, notamment vers l'Amérique, néanmoins l'Office fédéral de la statistique estime que les recensements de 1850 et 1860 auraient été surévalués dans de nombreuses communes de montagne. Ainsi les diminutions de populations sont, sur cette période, probablement moindres.
Période 1880-1910
Pendant les trente années précédant le premier conflit mondial la croissance démographique du pays est très importante, la population passant de 2,82 à 3,71 millions d'habitants. Les explications à cela sont diverses. La société suisse connaît des transformations économiques et sociales fondamentales, induisant notamment une forte baisse de la mortalité. La baisse de la mortalité, une natalité toujours élevée et une importante immigration sont les facteurs expliquant cet accroissement de la population.
Cette période est aussi marquée par une urbanisation très forte du pays. La population de Zurich augmente de 150 %, Lucerne, Saint-Gall, Lausanne et Bâle de 120 % environ chacune et Berne et Bienne de 100 %. Le fort accroissement démographique de cette période se retrouve aussi dans des régions industrielles telles la vallée de l'Aar (de Bienne à Aarau), l'Oberland zurichois, le Jura et la Suisse orientale. Les zones touristiques connaissent aussi d'importantes augmentations de population, certaines communes telles que Montreux, Leysin, Montana, Zermatt, les environs d'Interlaken, les berges du lac des Quatre-Cantons, la région des lacs tessinois, la Haute-Engadine, Davos, Arosa ont des augmentations de population encore plus fortes que les zones industrielles. En revanche, le développement démographique connu par la Basse-Engadine, le Kandertal et la Haut-Valais n'est que provisoire, conséquence des chantiers ferroviaires.
Comme au cours de la période précédente, le dépeuplement des vallées grisonnes et tessinoises se poursuit. Les zones de dépeuplement touchent principalement des zones agricoles. Le Klettgau schaffhousois perd, par exemple plus de 20 % de ses habitants. Le contraste entre les zones rurales (en perte de population) et les zones urbaines et industrielles (en fort développement) est d'autant plus marqué par la proximité géographique de ces zones, souvent voisines.
Période 1910-1941
La Première Guerre mondiale éclate en 1914. La Suisse est entourée par des pays impliqués dans ce conflit : l'Allemagne, l'Autriche-Hongrie, la France et l'Italie, mais n'y participe pas. Néanmoins, le début du conflit est une date marquante pour la démographie du pays : la natalité connaît alors une chute rapide et continue. Le modèle d'une famille restreinte s'impose dans les familles suisses. De plus, la période précédente de forte immigration s'arrête brusquement avec le début du conflit. Au cours de la période 1914-1940, le nombre de ressortissants étrangers diminue passant de 16 à 5 % de la population totale.
Les déplacements de population à l'intérieur du pays sont moins importants qu'au cours des périodes précédentes. La croissance démographique est assez faible et les différences entre régions moins marquées. Le tissu économique du pays connaît différentes crises, telles que celle de la broderie en Suisse-orientale, celle touchant l'industrie horlogère du Jura et la baisse du tourisme, qui se ressentent sur le plan démographique. De grandes zones rurales comme les Moyen-Pays fribourgeois et vaudois sont affectées par une nette baisse de la population rurale. À cause de ces crises économiques, certaines villes voient leurs populations diminuer : c'est le cas pour Saint-Gall (-17 %) ou pour La Chaux-de-Fonds (-7 %). Le processus de formation d'agglomérations urbaines, apparu au cours de la période précédente, s'accentue : les communes de la banlieue de Zurich, de la banlieue sud de Bâle et des environs de Genève sont celles dont l'accroissement est le plus fort au cours de cette période.
À l'instar des villes et des banlieues suburbaines, les zones rurales connaissent des développements disparates. Des zones comme l'Oberland bernois et la Suisse centrale profitent d'investissement de l'État et se développent, en connaissant des gains démographiques notables. Le Valais et les Grisons sont les régions dans lesquelles la croissance démographique est la plus forte. Les parties occidentale et orientale du Plateau voient leurs populations régresser alors que la partie centrale s'accroît.
Période 1941-1970

Représentation graphique de l'évolution de la population.

Le début de cette période est marqué par le second conflit mondial qui s'achève en 1945. Les trente années qui suivent, appelées les « Trente Glorieuses », sont une période de forte croissance économique pour la Suisse ainsi que pour une grande majorité des pays développés.
Au cours de cette période, la croissance démographique du pays est continue. L'économie et le paysage du pays sont fortement modifiés. Toutes les régions urbaines et surtout suburbaines, industrielles et touristiques, traditionnelles ou nouvelles sont touchées par ce développement démographique.
Le développement de ces zones se fait au détriment d'autres. Ainsi a lieu un exode massif depuis diverses zones vers les régions précitées. Les différentes régions touchées par cet exode sont les zones rurales des cantons de Vaud et de Fribourg ou certaines communes thurgoviennes, schaffhousoises ou lucernoises à l'écart des grands axes. Des zones du Jura (Ajoie, Franches-Montagnes, Jura neuchâtelois), les régions préalpines de l'Emmental, de l'Entlebuch, du Toggenbourg et d'Appenzell connaissent aussi de fortes pertes démographiques. Les plus forts déclins se trouvent dans les vallées alpines non touristiques : régions industrielles de Glaris, vallées grisonnes (Surselva, Hinterrhein, Albula, Basse-Engadine), fonds de vallées tessinoises. Cet exode depuis les vallées alpines arrive pour la première fois en Valais, notamment dans la vallée de Conches.
Le développement démographique de cette période fait apparaître une dualité centre-périphérie à grande échelle : les régions du Plateau contre celles des montagnes. Ainsi, la zone de croissance démographique du Plateau est quasi sans discontinuité du lac de Constance jusqu'à Neuchâtel et Fribourg. Les agglomérations tessinoises et le bassin lémanique sont deux autres pôles connaissant un fort développement.
Période 1970-2000
La croissance démographique de la période précédente s'arrête brutalement en 1973 avec le premier choc pétrolier. Pendant les trois années qui suivent, la population du pays diminue, phénomène nouveau depuis plus de soixante ans. Le pays connaît de nouveau une hausse de la natalité au cours des années 1980, puis une immigration renforcée entre 1990 et 1997. L'accroissement annuel moyen de cette période est le plus faible des cinq périodes considérées.
Sur le Plateau, des mouvements de population ont lieu des villes, centres d'agglomérations, vers les communes situées en périphérie, mais dans leur globalité ces agglomérations s'accroissent. Cependant, pour la première fois la croissance démographique enregistrée par ces agglomérations est inférieure à celle des régions rurales. Les croissances les plus élevées se trouvent dans les couronnes extérieures des agglomérations : Nyon (agglomération de Genève), Morges, Échallens et Oron (Lausanne), Affoltern, Bremgarten, Dielsdorf et Uster (Zurich).
Les grandes agglomérations s'étendent vers l'espace rural mais commencent aussi à se chevaucher comme à Zurich avec Winterthour, Baden, Zoug, Lachen-Pfäffikon, Rapperswil, Wil, Brugg et Aarau ou avec Berne et Thoune. Le Plateau devient une continuité territoriale, ailleurs des aires urbaines se développent : les grandes agglomérations autour du Léman (Genève, Lausanne et Vevey-Montreux), les centres urbains du Valais, et les agglomérations du Tessin.
Au cours de cette période les régions connaissant de fortes pertes démographiques sont principalement des régions isolées dans les Alpes ; la vallée de Conches, l'Oberhasli bernois, Uri, la Surselva, le val Blenio et la Léventine. L'Emmental, l'Entlebuch et certaines parties du Jura sont aussi des régions se dépeuplant.

#### Structure actuelle
Au 31 décembre 2014, la Suisse comptait 8 237 700 habitants. L'augmentation de population est présente dans l'ensemble des cantons, ceux dans lesquels cette augmentation est la plus forte étant ceux de Fribourg, Zoug, Zurich et Schwytz. Le pays est très marqué par l'immigration : ainsi, près d'un résident sur cinq n'est pas de nationalité suisse. En 2006, 21,7 % de la population a moins de 20 ans, alors que 16,2 % a plus de 64 ans. En 2006, à la naissance, l'espérance de vie d'une femme est de 84,2 années alors que celle d'un homme est de 79,2 années.

##### Répartition spatiale

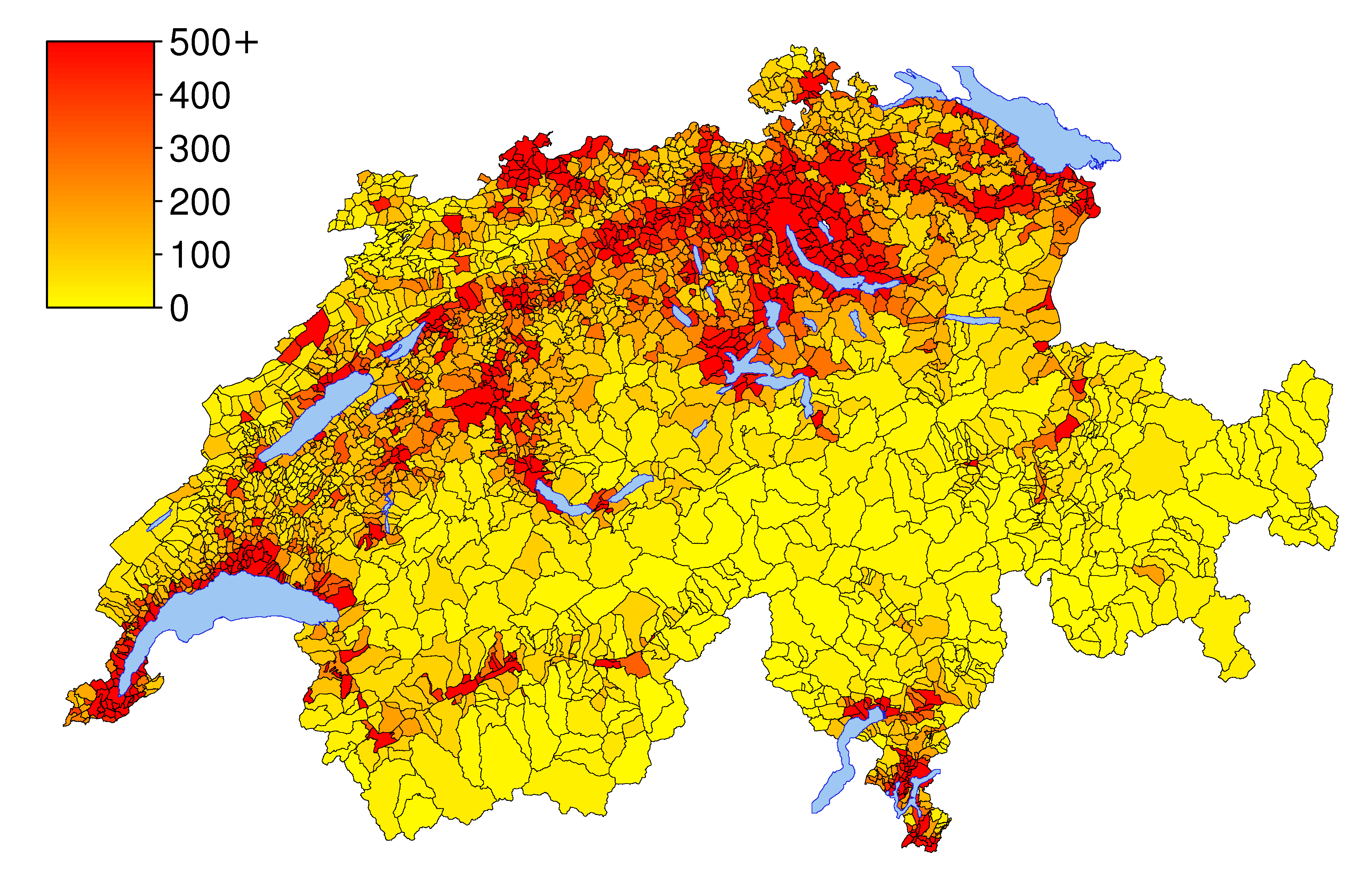
Densité de la population suisse par commune en 2007, en hab/km.

La population de la Suisse est fortement urbaine. En effet, en 2007 73 % des habitants vivent dans des zones urbaines. Le relief du pays a modelé la répartition de la population, le Plateau est la zone la plus peuplée du pays, il concentre les principales agglomérations de Suisse. Avec une densité de population d'environ 450 hab/km2, il s'agit d'une des régions les plus densément peuplées d'Europe. Il existe de fortes disparités de densités de population entre des cantons situés sur le Plateau et d'autres situés dans les Alpes. Ainsi, les densités de population des cantons de Lucerne, Soleure et Zurich sont respectivement de 254,3 316,6 et 787,2 hab/km2. A contrario, les cantons du Valais et des Grisons connaissent des densités de population très basses 57,3 et 33,1 hab/km2. Sur le versant sud des Alpes, le canton du Tessin connaît lui aussi une densité de population inférieure à la moyenne nationale, avec 166,8 contre 189,9 hab/km2.
Les cinq agglomérations les plus peuplées du pays sont Zurich, Genève, Bâle, Berne et Lausanne. Il s'agit aussi des cinq villes les plus peuplées. Ces cinq agglomérations comptent 2 689 milliers d'habitants soit 35 % de la population totale du pays. Les agglomérations de Genève et Bâle sont transfrontalières. Cependant, pour ces agglomérations, l'Office fédéral de la statistique (office fédéral responsable de la statistique à l'échelle nationale) ne donne que les populations résidant sur le territoire suisse. L'agglomération de Zurich compte 1 132,2 milliers d'habitants, la commune 358,5 milliers. C'est la plus grande ville du pays et un pôle économique important (réseau de transport régional). L'agglomération de Genève compte 503,6 milliers d'habitants, la commune 180,0 milliers. C'est la plus grande ville de Suisse romande. Bâle est la troisième ville de Suisse, avec 163,5 milliers d'habitants dans la commune et 489,9 milliers dans la partie suisse de son agglomération transfrontalière (Eurodistrict trinational de Bâle). Berne, la capitale fédérale, n'est qu'au quatrième rang des villes et des agglomérations de Suisse avec respectivement 122,7 et 346,3 milliers d'habitants dans la commune et l'agglomération. Lausanne est la cinquième ville de Suisse, son agglomération compte 317,0 milliers d'habitants, sa commune 119,2 milliers, elle est distante de Genève d'environ 60 kilomètres. Au Tessin, la plus grande agglomération est celle de Lugano avec 130,6 milliers, il s'agit de la 9e agglomération du pays pour ce qui est du nombre d'habitants.

##### Situation linguistique

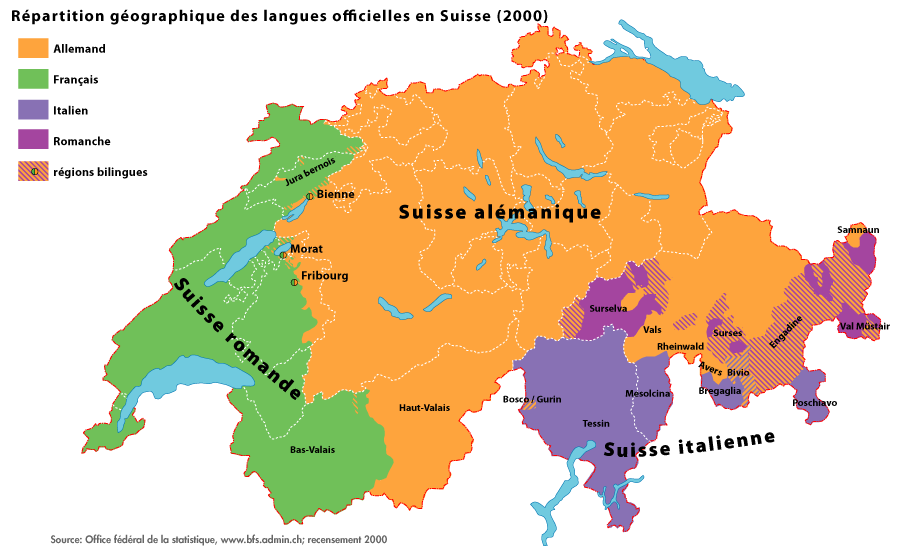
Les différentes langues de la Suisse : allemand, français, italien, romanche.

La Suisse a quatre langues nationales : l'allemand, le français, l'italien et le romanche. En 2000, 63,7 % de la population a comme langue principale l'allemand, 20,4 % le français, 6,5 % l'italien, 0,5 % le romanche et 9,0 % une langue non nationale.
Il existe de nombreux dialectes suisses allemands ou Schwyzerdütsch. Ce sont des langues parlées. En effet, seule la langue allemande est écrite de manière officielle. On parle de la Suisse alémanique pour désigner la partie nord et est du pays dans laquelle ces dialectes sont parlés. Ce sont les régions frontalières avec l'Allemagne et l'Autriche, pays germanophones. Des dialectes suisses allemands sont aussi parlés jusqu'à la frontière italienne, notamment dans le Haut-Valais. Le français est parlé dans l'ouest du pays, le français de Suisse se différencie peu du français parlé en France. On parle de Suisse romande au sujet de la partie francophone de la Suisse. L'italien est parlé dans le Tessin et dans quelques vallées au sud des Grisons. Ce sont des régions situées sur le versant sud des Alpes. En Suisse italienne, le dialecte tessinois, apparenté aux parlers lombards, est toujours d'usage. Le romanche est parlé dans le canton des Grisons par une minorité disséminée dans diverses vallées du canton. L'usage de cette langue est en régression. En 2000, 35 095 personnes ont comme langue principale le Romanche.
Les frontières linguistiques ne suivent pas nécessairement les frontières cantonales. La frontière linguistique entre la Suisse romande et la Suisse alémanique est parfois appelée le Röstigraben. Elle passe, du nord au sud, en partant des vallées du Jura, puis par les lacs de Morat et Neuchâtel. Sur le Plateau, elle emprunte le cours de la Sarine, puis remonte vers les Alpes fribourgeoises, vaudoises. Dans le Nord du Valais elle suit la ligne de crête des Alpes du Nord, traverse le Rhône et le Valais et rejoint la frontière italienne au niveau du Val d'Aoste, région francophone d'Italie. La frontière entre le suisse-allemand et l'italien suit, dans le Gothard, la ligne de crête entre les versants orientés au nord et au sud des Alpes. Le romanche étant en déclin, la frontière linguistique avec les dialectes suisses-allemands se déplace. Il existe donc des cantons bilingues. Les cantons de Fribourg, du Valais et de Berne ont pour langues officielles le français et l'allemand. Le canton des Grisons est le seul canton trilingue de la confédération : allemand, romanche et italien.
Environ 9 % de la population a comme langue principale une autre langue qu'une langue nationale. Cette population correspond essentiellement à l'immigration. Par ordre décroissant, les 15 langues non nationales les plus parlées en Suisse sont le serbo-croate, l'albanais, le portugais, l'espagnol, l'anglais, le turc, le tamoul, l'arabe, le néerlandais, le russe, le chinois, le thaï, le kurde et le macédonien.

##### Population étrangère
Au 31 décembre 2014, la Suisse comptait 1 998 000 étrangers, ce qui équivaut à 23,8% de la population résidante permanente. Au cours du XXe siècle, cette proportion a fluctué au gré des phases d'immigration et d'émigration, faisant osciller la balance migratoire entre les extrêmes que sont la décennie 1910 - 1920 avec une valeur de −3,1 ‰ et la décennie 1950 - 1960 avec 6,8 ‰. De manière générale, ces mouvements de population suivent la conjoncture du marché du travail ainsi que les crises politiques. La taille du pays, sa structure économique et la politique restrictive en matière de naturalisations expliquent cette situation.
Les étrangers présents en Suisse sont généralement des populations installées depuis longtemps. Ainsi, près de 20 % des étrangers sont nés dans le pays et sont des étrangers de deuxième ou troisième génération. De plus, 38,7 % de ceux qui ne sont pas nés en Suisse y vivent depuis 15 ans ou plus de manière ininterrompue. Sur l'ensemble de la population étrangère, deux tiers ont une autorisation d’établissement illimitée. Alors que les immigrants des années 1980 étaient principalement des italiens et des espagnols, ces deux origines sont, depuis 2003, plus nombreux à émigrer qu'à immigrer en Suisse. Ils ont été remplacés par les ressortissants portugais et surtout allemands qui représentent, en 2007, un immigré sur quatre. Les nationalités extra-européennes ont également gagné en importance, pour représenter 19 % des immigrants lors de la même année.

#### Structures urbaines
La population de la Suisse est très urbanisée, c'est-à-dire qu'elle vit principalement dans les villes et les agglomérations. En 1980, 61 % de la population suisse vit dans l'espace urbain ; en 1990, cette proportion monte à 69 % et en 2000 elle atteint 73 %. En 2000, on compte 50 agglomérations, l'Office fédéral du développement territorial recense quatre principales grandes zones urbaines d'influence. Il y a les trois aires métropolitaines que sont Zurich, Bâle et Genève-Lausanne avec pour chacune d'elles les agglomérations voisines, ainsi que la région bernoise avec son agglomération et les agglomérations voisines (Fribourg, Thoune, etc.).
Entre 1980 et 2000 le nombre d'agglomérations est passé de 33 à 48, cette augmentation s'étant principalement faite dans les années 1980 (48 agglomérations en 1990). De même le nombre de communes incluses dans des agglomérations a lui augmenté passant de 502 à 974 au cours de la même période. A contrario le nombre de villes isolées a quant à lui diminué de 15 à 9 toujours sur cette période. L'urbanisation s'est faite de façon polycentrique, de par la structure fédéraliste du pays, c'est pourquoi on trouve un nombre relativement élevé de villes de petite et de moyenne dimension.
Au sein des espaces urbains, ce sont les villes-centres qui constituent les pôles principaux sur le plan de l'économie et de l'emploi, alors que pour les communes périphériques l'habitat est la fonction principale. Certaines agglomérations disposent aussi de centres secondaires qui occupent aussi un certain rôle économique.

### Géographie économique
En 2008, la Suisse compte 4 495 milliers d'actifs occupés dont 4,0 % ont un emploi dans le secteur primaire, 23,3 % dans le secteur secondaire et 72,7 % dans le secteur tertiaire. Les hommes sont plus nombreux sur le marché du travail, en effet 55 % des actifs occupés sont des hommes et 45 % des femmes. Le taux de chômage est relativement faible avec 2,6 % de la population active.
Les emplois sont concentrés sur les pôles économiques du pays que sont l'arc lémanique, Zurich, Berne et Bâle et le Tessin. Cette concentration s'est accrue au cours de la décennie 1995-2005 vers Zurich, l'arc lémanique et Berne au détriment de Bâle et du Tessin. Depuis 2001, l'arc lémanique est la seule région à connaître une forte croissance en nombre d'emplois ; plus de 4 % entre 2001 et 2005. Sur cette même période les régions de Bâle, Berne et Zurich connaissent des diminutions d'emplois.

#### Transport

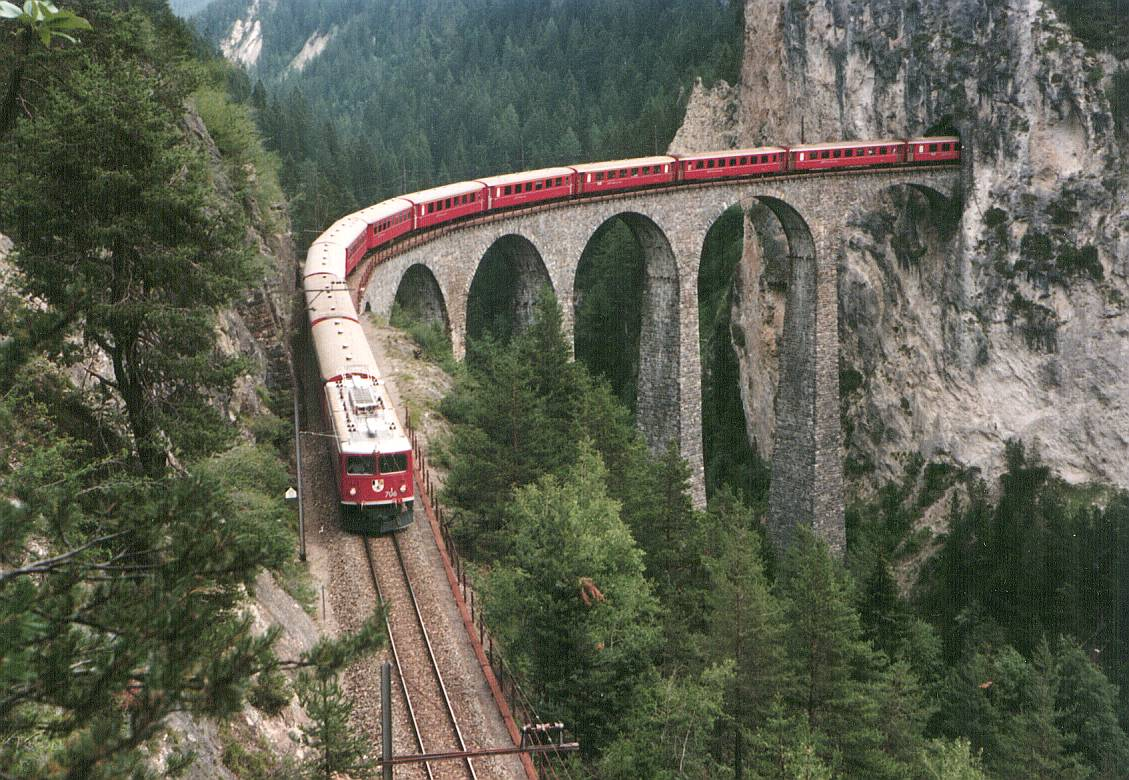
Train du Chemin de fer rhétique.

La création de la Suisse est liée à la volonté de contrôler les cols permettant le passage du nord au sud des Alpes. Son histoire est marquée par ce franchissement du massif : contrôle du col du Saint-Gothard par les Waldstätten, construction de la route du Simplon par Napoléon Ier, le réduit national centré sur le massif du Saint-Gothard lors de la Seconde Guerre mondiale. La population est fortement concentrée sur le Plateau, induisant des infrastructures de transports entre les différents pôles urbains de cette zone. Ainsi, les transports en Suisse sont liés aux déplacements sur le Plateau, mais aussi, à plus grande échelle, entre les deux versants des Alpes. De par la nécessité de franchissement de cette chaîne montagneuse, les réseaux de transports sont marqués par la présence de nombreux cols et tunnels.

## Zones classées
L'Office fédéral de l'environnement regroupe les différentes zones classés sous le nom générique de parc d'importance nationale. Cette dénomination est divisée en trois catégories différentes :
- Parc national ;
- Parc naturel régional ;
- Parc naturel périurbain.

Si l'office est responsable du suivi et de l'attribution du label pour une période de 10 ans renouvelable, ce sont les cantons et les groupements locaux qui doivent être à l'origine des demandes et suivre les dossiers.

### Parc national suisse

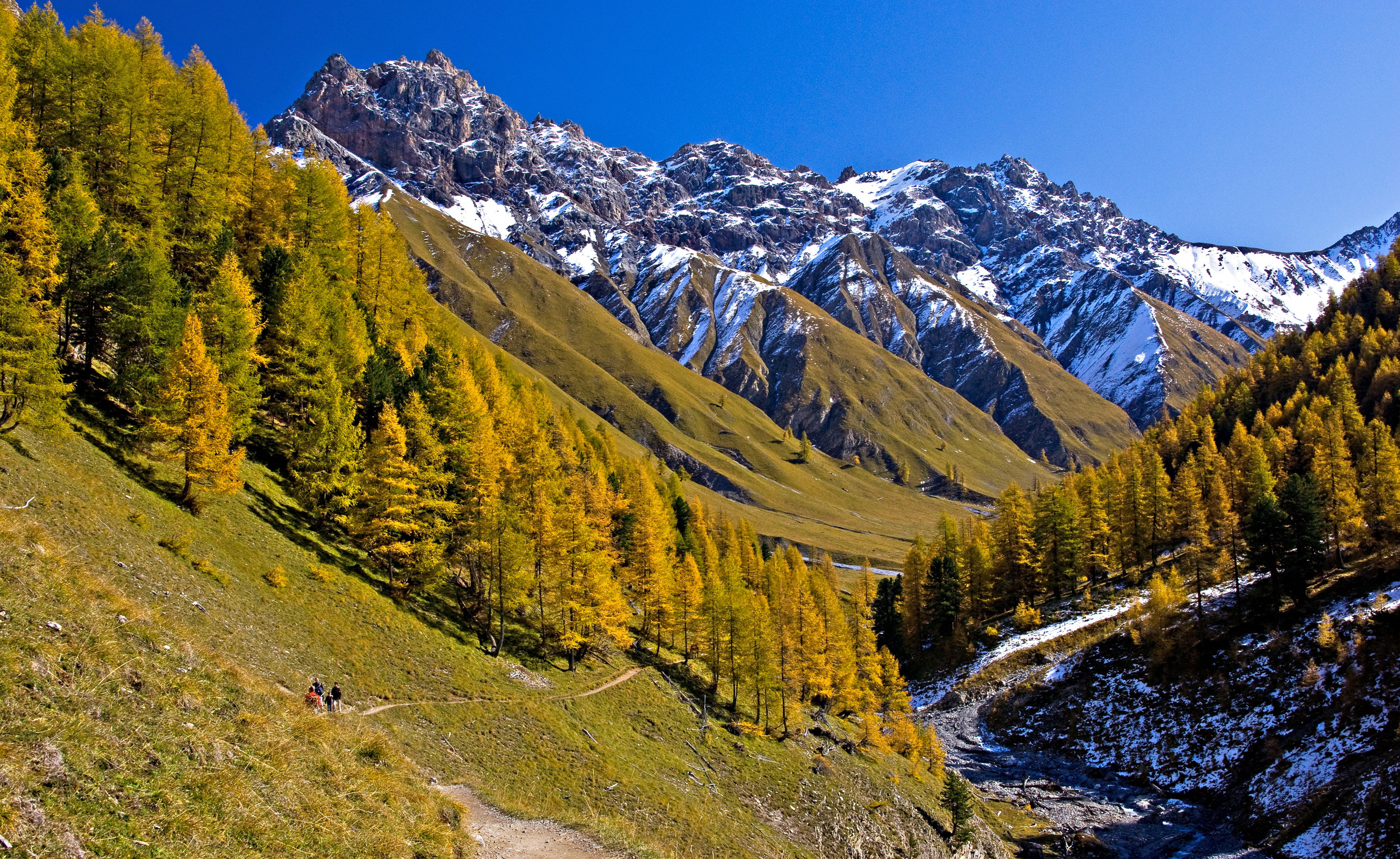
Paysage du parc national suisse.

Le parc national suisse est l'unique parc national du pays, créé le 1er août 1914, il est l'un des premiers d'Europe. Après plusieurs phases d'extension, il mesure, en 2009, 172,4 km2. Il se situe en Engadine, dans le canton des Grisons, dans la partie la plus orientale du pays. Il jouxte la frontière italienne et le col de l'Ofen qui relie les deux vallées de l'Inn et du val Müstair.
Au XIXe siècle les Alpes commencèrent à connaître certaines nuisances et détériorations partielles du paysage dues à l'engouement qu'elles suscitaient. Cet aspect alla de pair avec un intérêt grandissant pour la protection de la nature. Ainsi différentes sociétés savantes entreprirent des démarches pour la création de zones protégées ; en 1907 la Société de physique et d'histoire naturelle de Genève auprès du Conseil fédéral évoqua la création de réserves naturelles dans les Alpes. À la même époque, la Société helvétique des sciences naturelles démarra un projet de parc national. Ce projet était plus restrictif que les parcs nationaux américains de l'époque. En effet, les aires de repos ou de délassement pour le public étaient interdites. En 1909, un premier accord est signé entre la Société helvétique des sciences naturelles et la commune de Zernez. L'arrêté de création du parc est signé le 1er août 1914, ainsi la Confédération prit en charge une partie des responsabilités de la Société helvétique des sciences naturelles. Le Parc national a, par la suite, été agrandi pour atteindre sa taille actuelle en 1961. À la fin des années 1990, des projets d'extension de la zone protégée autour du parc avortèrent.
Selon les critères de l'Union internationale pour la conservation de la nature (UICN), il est classé en tant que réserve de catégorie 1, protection la plus élevée.

### Patrimoine mondial de l'UNESCO en Suisse
L'Organisation des Nations unies pour l'éducation, la science et la culture, l'UNESCO, classe des sites à travers le monde selon différents critères. Une première distinction est faite entre les sites dits « naturels » et les sites dits « culturels ». En 2011, sur le territoire suisse, onze sites sont classés au patrimoine mondial de l'UNESCO ; trois le sont par rapport à leurs caractères naturels, les huit autres l'étant pour des motifs culturels.
Sites naturels

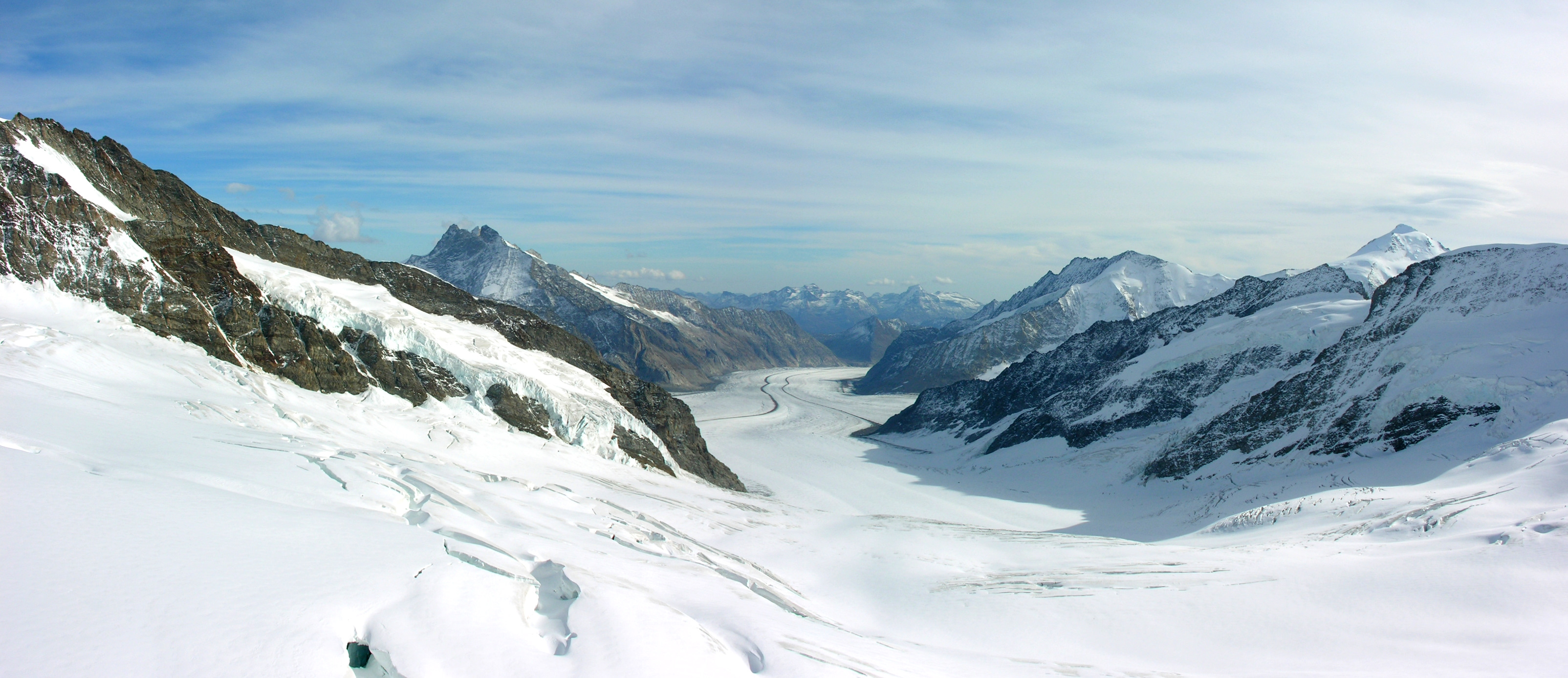
Le glacier d'Aletsch

Le site appelé « Alpes suisses Jungfrau-Aletsch » est un site de haute montagne de 82 400 ha situé sur les cantons de Berne et du Valais. Il englobe notamment le glacier d'Aletsch et trois grands sommets : l'Eiger, le Mönch et la Jungfrau. Une première zone de 53 900 ha a été classée en 2001, par la suite étendue en 2007. Ce site est un exemple « remarquable » de la formation des Alpes, et des mécanismes géologiques ayant abouti à cela. Cette région est aussi la plus glacée des Alpes, avec notamment le glacier d'Aletsch (plus grand glacier d'Europe). De par les grandes variations d'altitudes (809 à 4 207 m) et des expositions climatiques différentes, le site possède de grandes variétés d'habitats alpins pour la faune et la flore. De nouvelles zones sont aussi colonisées par les végétaux, ce sont les espaces laissés libres par les glaciers en retrait, conséquence du réchauffement climatique.
Le Monte San Giorgio est une montagne située dans le sud du Tessin, au bord du lac de Lugano. En 2003, l'UNESCO a classé un site de 1 389 ha sur cette montagne. Ce site classé est en effet le meilleur témoin de la vie marine au Trias. À cette époque se trouvait un lagon tropical qui a produit des fossiles d'animaux et de végétaux d'une grande richesse.
Le Haut lieu tectonique suisse Sardona a été inscrit au patrimoine en 2008. C'est un site de 32 850 ha. Ce site montre l'orgonèse d'une chaîne montagneuse, ici les Alpes, par la collision de deux plaques tectoniques. On y voit des successions de couches de roches avec notamment des roches plus anciennes au-dessus de roches plus jeunes. Ce site est reconnu pour être un site capital pour la géologie. On y trouve également le plus grand glissement de terrain de la période post-glaciaire, des Alpes centrales.
Sites culturels

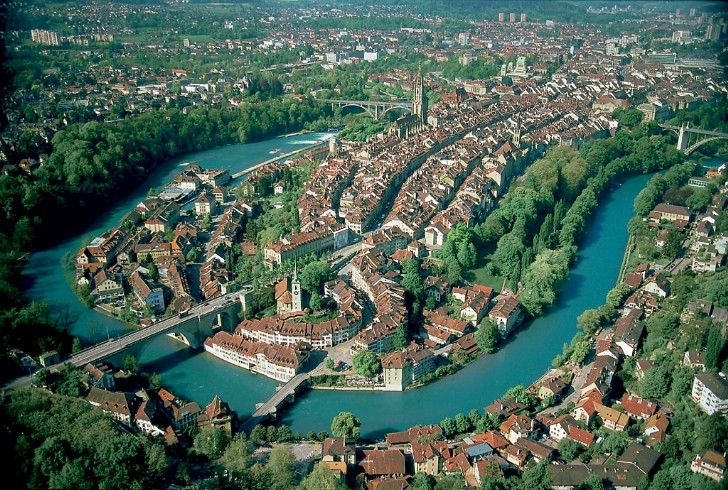
Vieille ville de Berne.

Berne, la capitale fédérale, a été fondée en 1191 par le duc Berthold V de Zähringen dans une boucle de l'Aar. La vieille ville est située dans cette boucle. Au cours du XVIIIe siècle les vieilles constructions, dont certaines dataient des XVe siècle et XVIe siècle, ont été rénovées tout en gardant leur caractère médiéval. La vieille ville de Berne a été classée par l'UNESCO en 1983.
Le couvent bénédictin de Saint-Jean-des-Sœurs à Müstair a été fondé par Charlemagne en 800. Müstair se trouve dans les Grisons à l'extrême sud-est du pays. Ce couvent conserve des peintures murales importantes.
Le couvent de Saint-Gall est un grand monastère carolingien. Entre le VIIIe siècle et 1805 (sécularisation), il a été l'un des monastères les plus importants d'Europe.
À Bellinzone, dans le canton du Tessin, un site a été classé en 2000. Intitulé Trois châteaux, muraille et remparts du bourg de Bellinzone. Ce site inclut tout un ensemble de fortifications centré sur le château de Castelgrande. Le second château, celui de Montebello, fait aussi partie de cet ensemble fortifié. Le troisième château classé, celui de Sasso Corbaro, est quant à lui situé sur un promontoire au sud-est de l'ensemble. Selon l'UNESCO, cet ensemble fortifié est un « exemple remarquable de structure défensive de la fin du Moyen Âge contrôlant un col alpin stratégique ».
Lavaux est une région vinicole située sur les berges septentrionales du Léman. Elle est constituée de vignobles en terrasses portées par des murs de pierres. Cette région se situe entre Lausanne et Montreux. Une zone de 30 kilomètres de long et 898 ha a été classée en 2007. Ce site est appelé « Lavaux, vignoble en terrasses ».
Le site appelé « Chemin de fer rhétique dans les paysages de l'Albula et de la Bernina » a été classé en 2008. Il inclut deux lignes ferroviaires franchissant les Alpes par deux cols. Il regroupe un ensemble de viaducs et de tunnels de grandes valeurs historiques et architecturales.
Le site appelé « La Chaux-de-Fonds / Le Locle, urbanisme horloger » est classé en 2009. Les villes voisines de La Chaux-de-Fonds et du Locle, situées dans le massif du Jura, sont représentatives d'un développement urbain original du début du XIXe siècle, organisées totalement pour la production horlogère, mêlant habitats et ateliers.
Sur les 111 sites palafittiques préhistoriques autour des Alpes classés en 2011, 56 sites sont situés sur les bords de lacs, cours d'eau et marécages de quinze cantons suisses.

## Développement de la géographie dans le pays

### Des pionniers de la géographie descriptive aux universités modernes

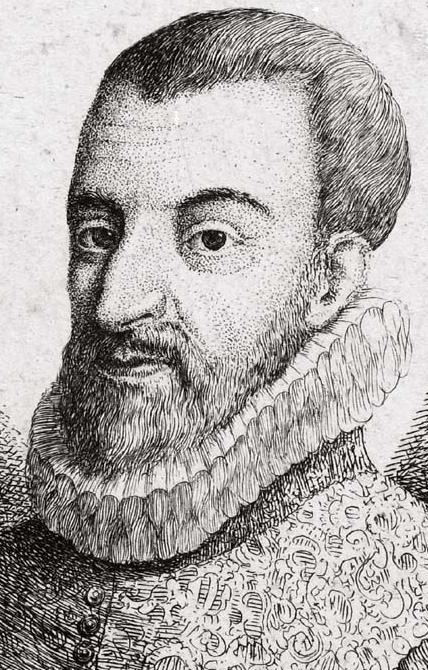
Aegidus Tschudi, un des pionniers de la géographie descriptive en Suisse.

Conrad Türst, Johannes Stumpf et Aegidius Tschudi sont les pionniers de la géographie descriptive du pays, selon Hans-Rudolf Egli ce sont les premiers à avoir réalisé des ébauches de carte du pays. Par la suite, Josias Simmler établit en 1574 une première description exclusivement consacrée aux Alpes. Johann Jakob Scheuchzer et Albrecht von Haller sont également cités. Le premier pour ses mesures réalisées dans les Alpes et le second par l'exactitude de ses descriptions géographiques qui lui valurent une certaine réputation au XVIIIe siècle. Horace Bénédict de Saussure (1740-1799) explora les Alpes et fit construire des instruments de mesure précis pour ses explorations. Les comptes rendus de ce voyage marque l'apogée de la géographie descriptive.
Au XIXe siècle la géographie est considérée comme une discipline des sciences naturelles. Dans le pays, les glaciers et l'origine des Alpes sont étudiés par Bernhard Studer à Berne, Louis Agassiz à Neuchâtel, Ludwig Rütimeyer à Bâle et Albert Heim à Zurich. Ces scientifiques enseignaient aussi la géologie ou la biologie, en effet aucune chaire de géographie n'existait encore.
Des chaires universitaires sont fondées en 1886 à Berne, en 1895 à Zurich, en 1896 à Fribourg et en 1912 à Bâle. Celle de l'École polytechnique fédérale de Zurich est créée en 1915. Ces chaires universitaires étaient à l'époque rattachées aux facultés de sciences, ceci étant dû aux thèmes abordées par la recherche géographique aux XVIIIe siècle et XIXe siècle. Au cours de la période 1886-1915, la géomorphologie est prédominante dans les sujets d'études, l'ethnologie apparaît petit à petit au cours de période 1915-1945. Période au cours de laquelle Zurich introduisit la géographie agraire, Genève la géographie politique et Fribourg la géopolitique.
Après 1945, la géographie physique connaît une forte spécialisation avec la création de spécialités telles que l'hydrologie et la climatologie. En ce qui concerne la géographie humaine, les problématiques économiques se développent. À partir des années 1980, ce sont la recherche environnementale globale et l'étude des pays en voie de développement qui gagnent en importance. Différentes sociétés savantes furent créées notamment par l'intérêt accordé envers les pays lointains. Des sociétés de géographie et d'ethnographie sont fondées en 1858 à Genève, en 1872 à Berne, en 1878 à Saint-Gall, en 1885 à Neuchâtel, en 1899 à Zurich, en 1923 à Bâle et en 1995 au Tessin. La Société suisse de géographie, quant à elle, fut créée en 1970, pour ensuite être remplacée par l'Association suisse de géographie en 1989.

### Cartographie

#### Premières représentations

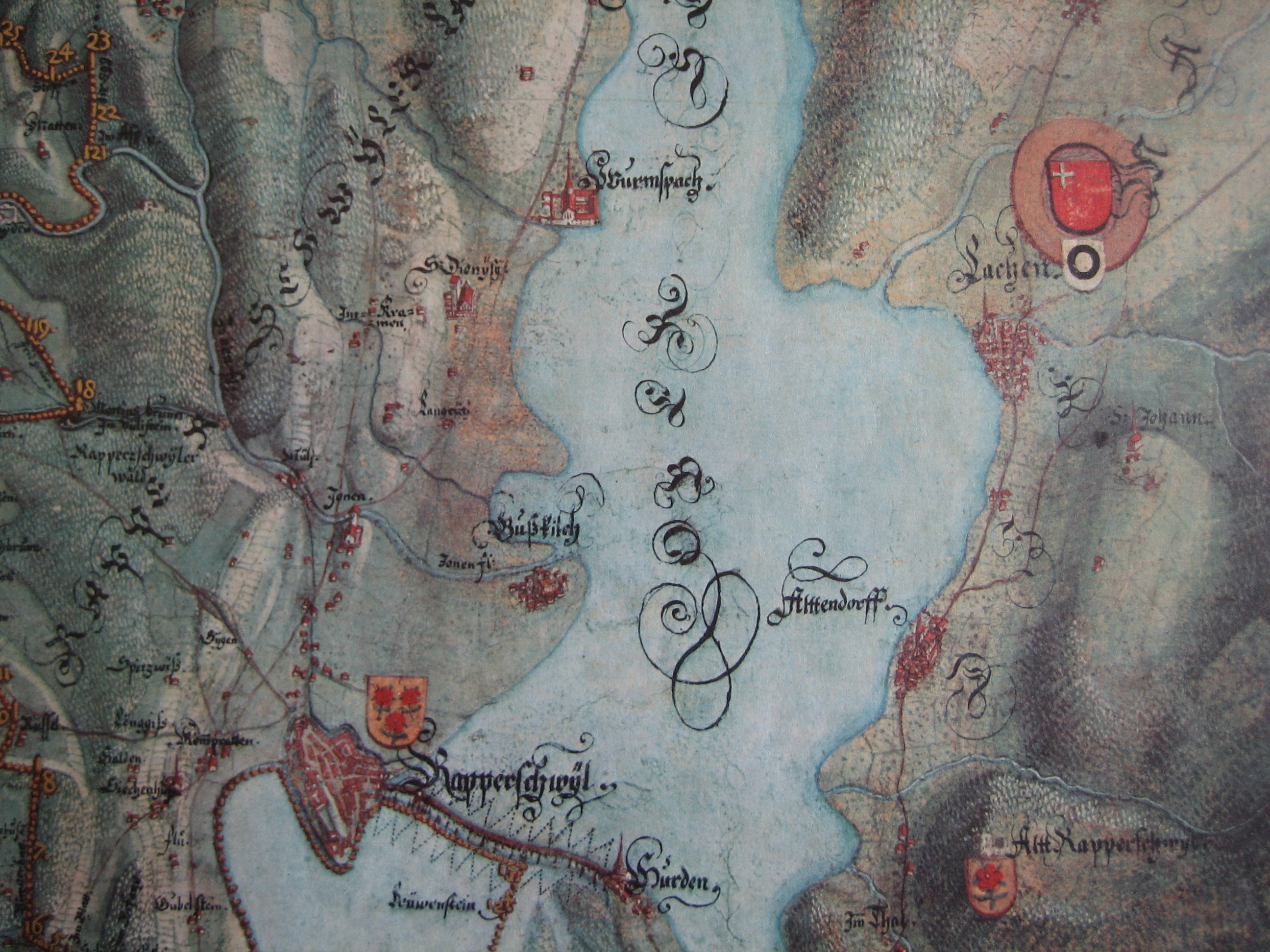
Partie centrale du lac de Zurich sur une carte de Hans Conrad Gyger.

La première carte sur laquelle l'actuel territoire de la Suisse est mentionné est la Table de Peutinger, il s'agit d'une ancienne carte romaine où figurent les routes et les villes principales de l'Empire romain. Aux XVe et XVIe siècles des cartes de la confédération sont dressées. En 1496 et 1497, Conrad Türst dressa deux cartes sur parchemin en faisant notamment apparaître le relief des montagnes par une perspective cavalière. En 1538, Sebastian Münster publia une carte d'Aegidius Tschudi, jugée d'une réalisation exceptionnelle. Les premières cartes cantonales datent de 1566 pour Zurich, 1578 pour Berne et environ 1600 pour Lucerne. La région lémanique fut cartographiée par Jean Duvillard et Jacques Goulart au XVIe siècle, le lac des Quatre-Cantons en 1645 par Johann Leopold Cysat.
Au XVIIe siècle, Hans Conrad Gyger réalisa des cartes très précises, notamment dans des buts stratégiques. Il dressa une carte du territoire zurichois. Selon Hans-Rudolf Egli, ses cartes font partie des « chefs-d'œuvre de la cartographie mondiale ». Il créa aussi des plans des marches et de la dîme, leurs buts étaient de résoudre les litiges aux frontières zurichoises et de clarifier les droits de propriété et de dîme.
Contrairement au siècle précédent où la cartographie répondait à des exigences militaires, ce sont les géomètres civils, au XVIIIe siècle, qui réalisèrent des travaux de cartographie. Ceux-ci étaient le plus souvent demandés par des particuliers afin de cartographier des propriétés. Pour cette raison, la science cartographique du pays n'a pas évolué durant cette période. Entre 1796 et 1802 fut publié l'atlas Meyer-Weiss, il comportait 16 cartes au 1:120 000. Cette carte globale de la Suisse fut la première depuis celle de Tschudi en 1538.

#### Cartes officielles

##### Historique

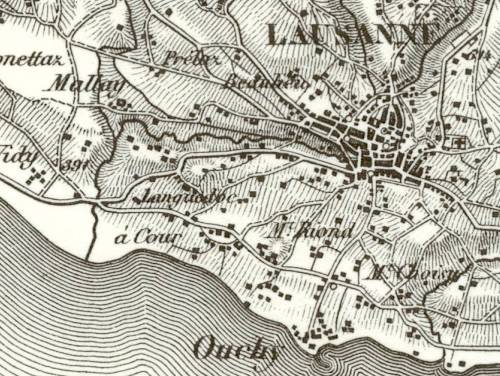
Carte Dufour représentant Lausanne.

Au XIXe siècle, les besoins stratégiques de l'armée ainsi que les besoins en connaissance du terrain par la communauté scientifique, exigent une carte précise et homogène du pays. C'est en 1805 que Niklaus Rudolf von Wattenwyl demande à la Diète fédérale d'accélérer les travaux de relevé du territoire. Les premiers relevés sont effectués pour l'armée entre 1809 et 1831,.
À partir de 1832, Guillaume Henri Dufour est chargé de poursuivre les travaux topographiques. En 1837, devant le manque de moyens, il décide de fonder à Genève un bureau topographique qu'il dirigera jusqu'en 1865 avec du personnel fixe. La première carte officielle de la Suisse issue de ce bureau est publiée entre 1845 et 1864. La carte Dufour, au 1:100 000 monochrome, se caractérise par son relief symbolisé par des hachures et des ombres,.
Le bureau de topographie est dirigé par Hermann Siegfried entre 1866 et 1879. Transféré à Berne en 1868, ce bureau devint plus tard l'Office fédéral de topographie. Succédant à la carte Dufour, les premières planches de l'atlas topographique de la Suisse au 1:25 000 et 1:50 000, à trois couleurs, sont publiées dès 1870. Elles paraîtront jusqu'en 1926.

##### Cartes actuelles
De nouvelles cartes paraissent à partir de 1938. Conçues notamment par Eduard Imhof, ces séries de cartes nationales de la Suisse sont polychromes. Elles sont révisées tous les six ans depuis 1979 et sont encore en vigueur aujourd'hui.
Les cartes nationales de la Suisse couvrent l'ensemble du territoire aux échelles comprises entre 1:25 000 et 1:1 000 000, elles sont disponibles dans le commerce, mais aussi sur le site internet de l'Office fédéral de topographie "Swisstopo", sur support électronique et pour certains téléphones mobiles. À côté de ces cartes de base sont éditées de nombreuses cartes thématiques de loisir : cartes d'excursions, de randonnée à ski, cartes routières, carte des châteaux ou des biens culturels. Des cartes spéciales, comme des cartes synoptiques, pour l'aéronautique et la géologie, sont également disponibles sur supports électroniques.

### Offices fédéraux
La géographie, qu'elle soit descriptive des phénomènes naturels ou humains (phénomènes démographiques, aménagement du territoire, etc.) s'étend sur des spécialités différentes. Ainsi, il existe de nombreux offices fédéraux exerçant leurs compétences particulières sur ces domaines.
Le Département fédéral de l'environnement, des transports, de l'énergie et de la communication (DETEC) regroupe les offices fédéraux de l'environnement, du développement territorial. Au sein du Département fédéral de l'intérieur (DFI), l'Office fédéral de météorologie et de climatologie s'occupe des prévisions météorologiques et questions liées au climat - passé, actuel et futur.